# Stadtbefestigung Zürich

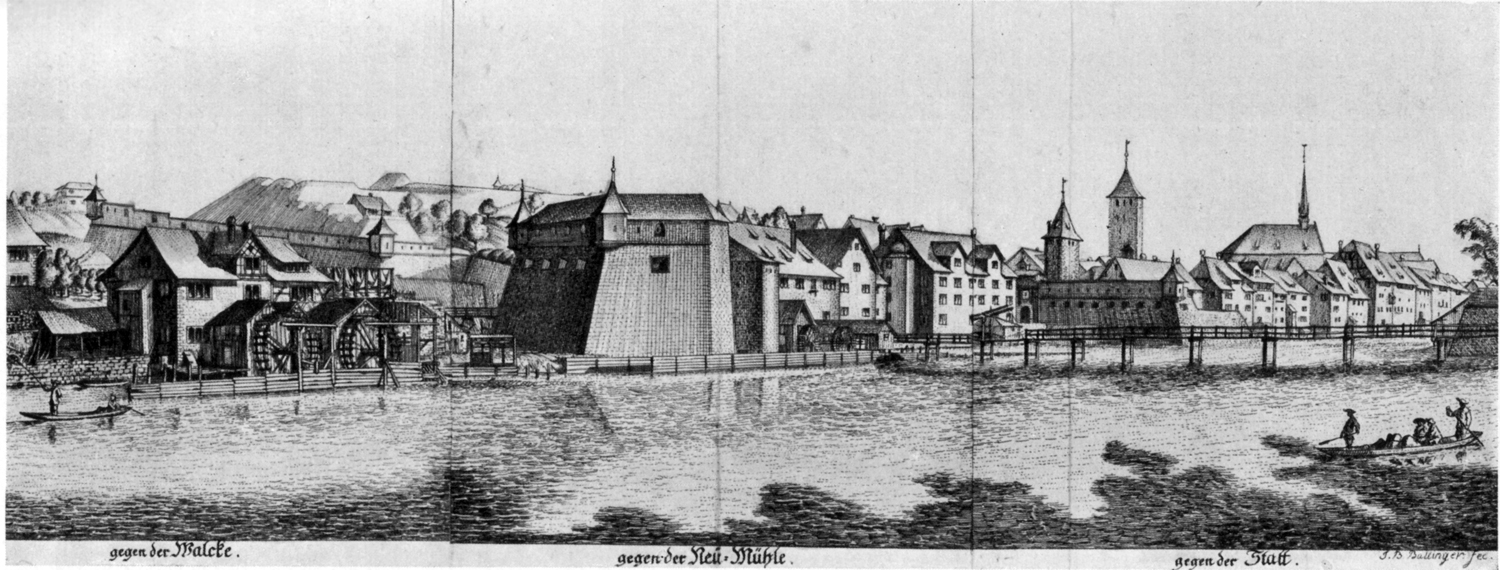
Das Paradiesbollwerk (Bildmitte) und das Leonhardsbollwerk (Hintergrund links) der dritten Stadtbefestigung vom Platzspitz aus gesehen. Rechts das Niederdorftor und der Ketzerturm der zweiten Stadtbefestigung. Radierung von Johann Balthasar Bullinger, 1770

Die Stadtmauer bzw. die Stadtbefestigung von Zürich entstand in mehreren Schritten zwischen dem 13. und dem 18. Jahrhundert und wurde im 19. Jahrhundert bis auf wenige kleinere Reste wieder vollständig beseitigt.
Siehe auch: Liste von Fachbegriffen im Festungsbau

## Die erste Stadtbefestigung
Die erste Stadtbefestigung aus dem 11./12. Jahrhundert ist erst teilweise erforscht. Sie verlief links der Limmat vom Lindenhof, auf der damals noch eine Pfalz stand, entlang der Kuttelgasse zur heutigen Bahnhofstrasse und bog bei der Kappelergasse ab zum damals noch weiter westlich verlaufenden Ufer des Zürichsees. Rechts der Limmat vermutlich entlang der Kirchgasse zum Hirschengraben, dann entlang des Seilergrabens bis zur Gräbligasse, wo sie zur Limmat hinunterlief.
Die älteste Befestigung des Lindenhofs geht noch auf die Römerzeit zurück. Seit dem 2. Jahrhundert v. Chr. scheint ein römischer Militärposten in Turicum bestanden zu haben. In der spätrömischen Zeit wurde ein Kastell mit zehn Türmen auf dem Hügel errichtet. Das Kastell bestand bis ins Frühmittelalter, als auf seinen Grundmauern eine karolingische, später eine ottonische Pfalz errichtet wurde. Erstmals urkundlich erwähnt wird die Pfalz aber erst 1054. Über die karolingische Pfalz ist so gut wie nichts bekannt oder archäologisch belegt. Die zweite, ottonische Pfalz aus dem 10./11. Jahrhundert ist besser belegt. Sie war eines der Zentren des Herzogtums Schwaben und wies ein Palastgebäude und eine Kapelle auf. Im 11./12. Jahrhundert wurde der Komplex in eine Burg umgebaut, die 1172 zum letzten Mal erwähnt wurde. Ob die Anlage nach dem Aussterben der Zähringer 1218 planmässig zerstört wurde oder als Steinbruch dienend allmählich verschwunden ist, lässt sich nicht sicher belegen.

## Die zweite Stadtbefestigung

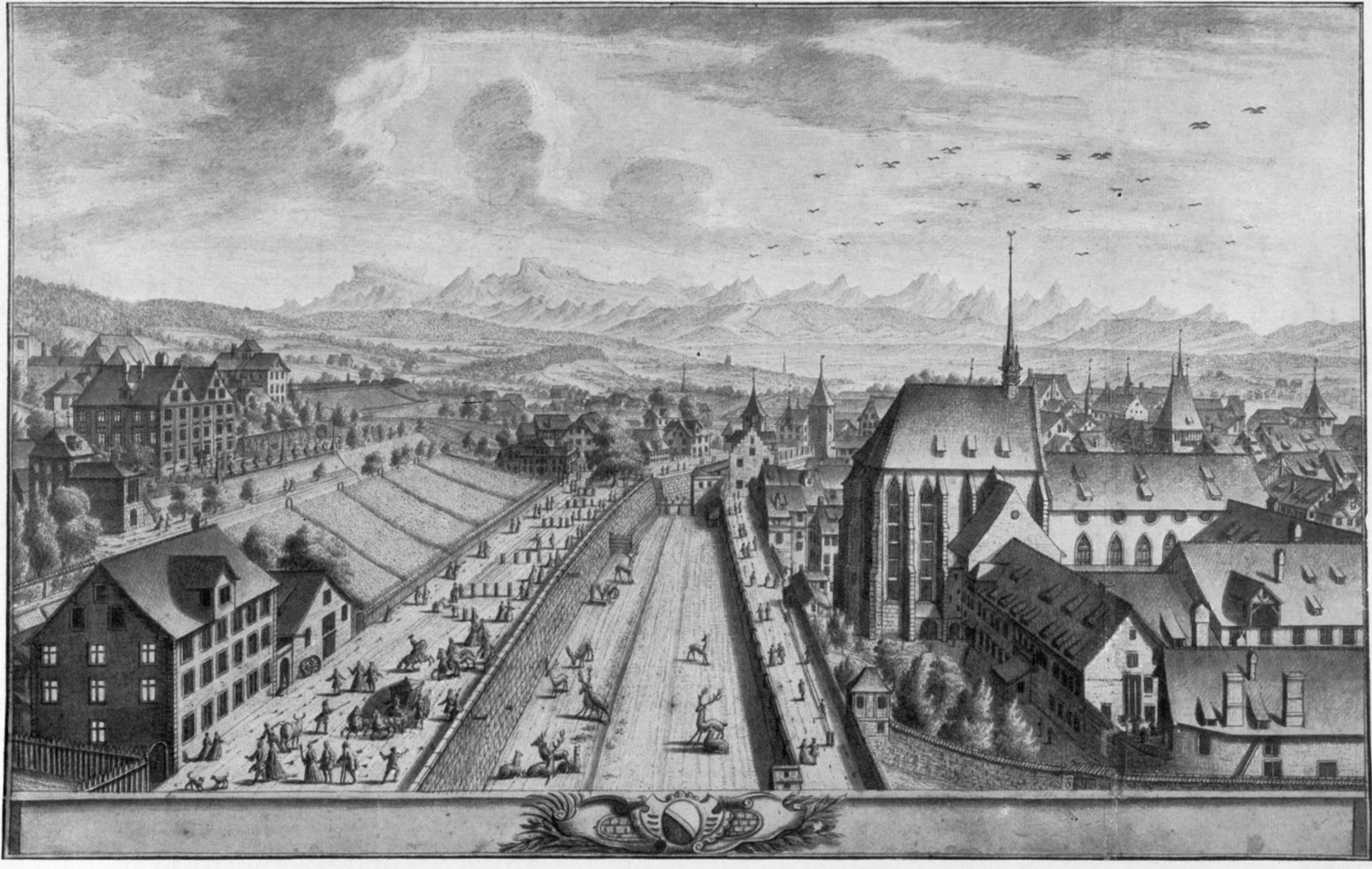
Blick über den Hirschen- und Seilergraben zum Kronentor um 1750. Gut sichtbar das System von Mauer, Graben und Gegenmauer

Die zweite Stadtbefestigung aus dem 13. Jahrhundert ist durch mehrere Pläne und zeitgenössische Abbildungen, etwa den Murerplan, gut dokumentiert. Sie folgte links der Limmat vom Bahnhofquai (beim Mühlesteg) aus der Werdmühlestrasse über den Werdmühleplatz zur Einmündung des Rennwegs in die Bahnhofstrasse, verlief dann entlang der Bahnhofstrasse bis zur Börsenstrasse, die ehemals das Ufer zum Zürichsee bildete. Auf der rechten Limmatseite begannen die Befestigungen beim heutigen Hotel Bellevue und führten entlang der Torgasse auf den Hügel über der Rämistrasse zum Hirschengraben via Seilergraben bis zum Central.
Im 16. Jahrhundert wurden vereinzelt Bollwerke als Verstärkungen bzw. Modernisierungen der Anlage der zweiten Stadtbefestigung errichtet. Das bekannteste und grösste davon war das Rennwegbollwerk, das nach dem Vorbild des Kastells von Mailand konstruiert worden sein soll. Ab 1620 liess der Stadtrat Pläne zu einer Neubefestigung anfertigen, aber bis 1638 wurden wiederum nur vereinzelt Verstärkungen an den alten Anlagen vorgenommen, indem sog. Vorwerke zur Verstärkung der alten Türme angebaut wurden.
Die Gesamtlänge der Mauern betrug ca. 2400 Meter. Die Mauern waren gegen elf Meter hoch und bis zu 2,7 Meter dick. Sie wurden durch 16 Türme verstärkt, wovon fünf als Stadttore dienten. Gegen den See hin wurde die Stadt durch eine doppelte Reihe Palisaden geschützt, den sogenannten «Schwirren». Als Durchgang diente ein spezielles Tor im Wasser, das Grendeltor. Teilweise waren auch Häuser oder Häuserreihen in die Stadtmauer verbaut, etwa beim Oetenbachkloster, beim Kappelerhof oder in der Torgasse. Die ummauerte Fläche betrug etwa 38 Hektar und umfasste neben dem Siedlungsraum und den sechs Klöstern auch Weinberge und Gartenanlagen sowie Werkhöfe und den Hafen. Der links der Limmat gelegene Abschnitt der Mauer wurde durch Wassergräben, den Fröschengraben sowie den Sihlgraben verstärkt. Weil dies auf der rechten Seite der Limmat nicht möglich war, wurde unterhalb der Mauer ein tiefer Graben sowie ein kleinerer Wall, gefolgt von einem zweiten, weniger tiefer Graben angelegt. Beim Wollishoferturm und beim Wolfsturm wurden Wasserläufe durch die Mauern geleitet.

### Türme und Tore der Stadtmauer rechts der Limmat

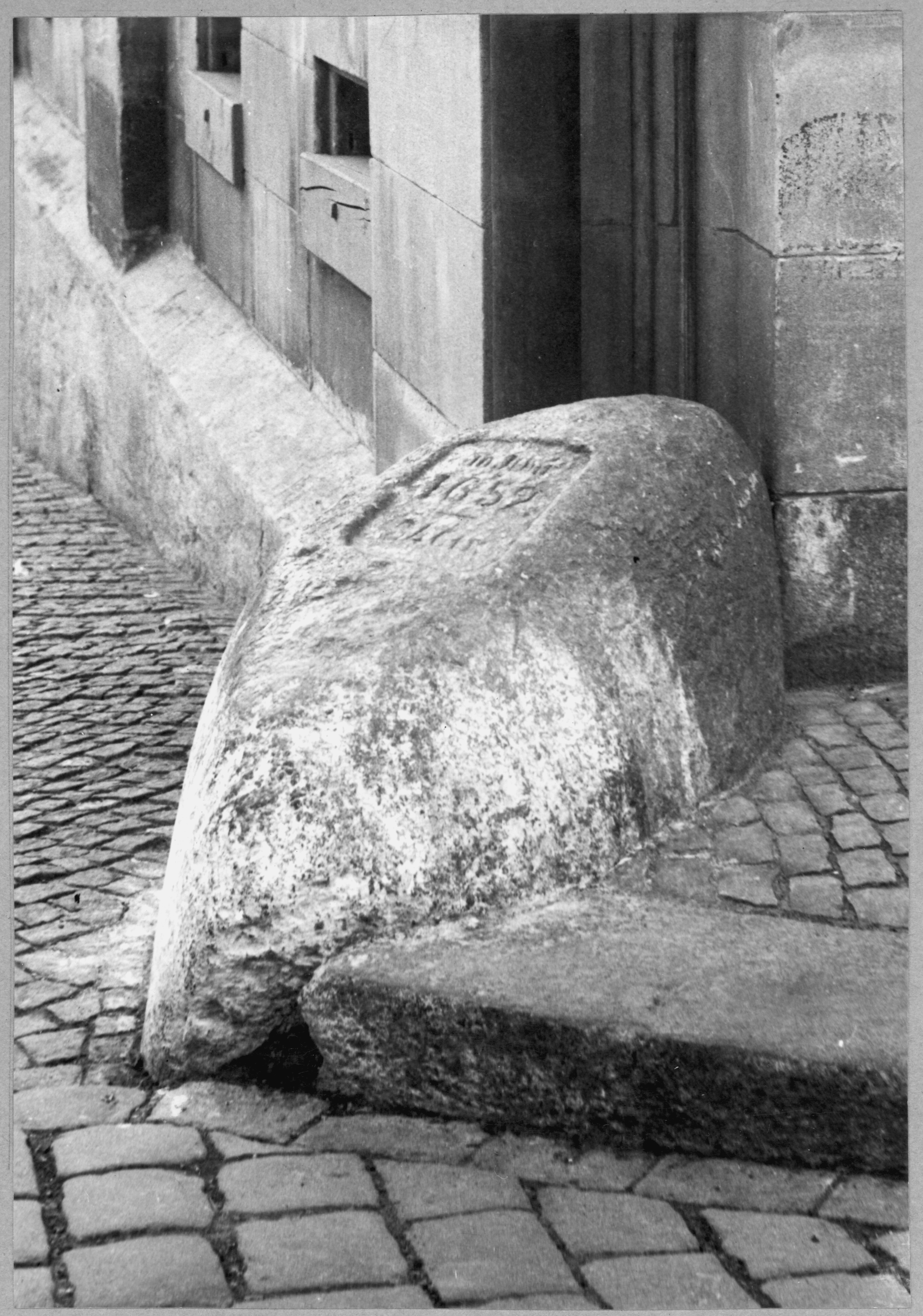
Prellstein aus dem 1652 explodierten Geissturm an der Winkelwiese

(siehe kolorierter Murerplan arabische Ziffern 1–10)

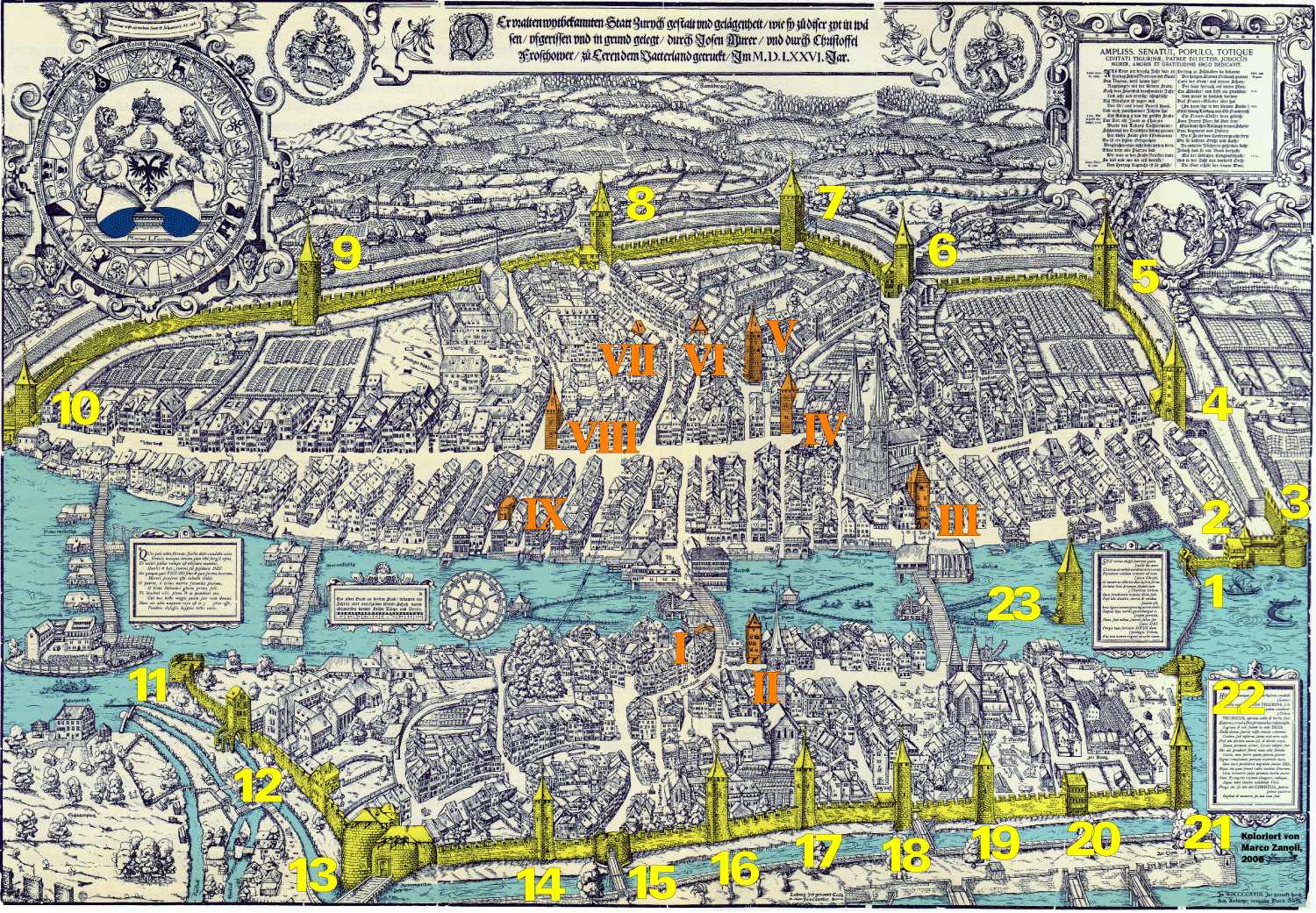
Nachträglich kolorierte Version des Murerplan von Jos Murer von 1576. Gelb die Mauer und Türme der zweiten Stadtbefestigung, orange die Adelstürme

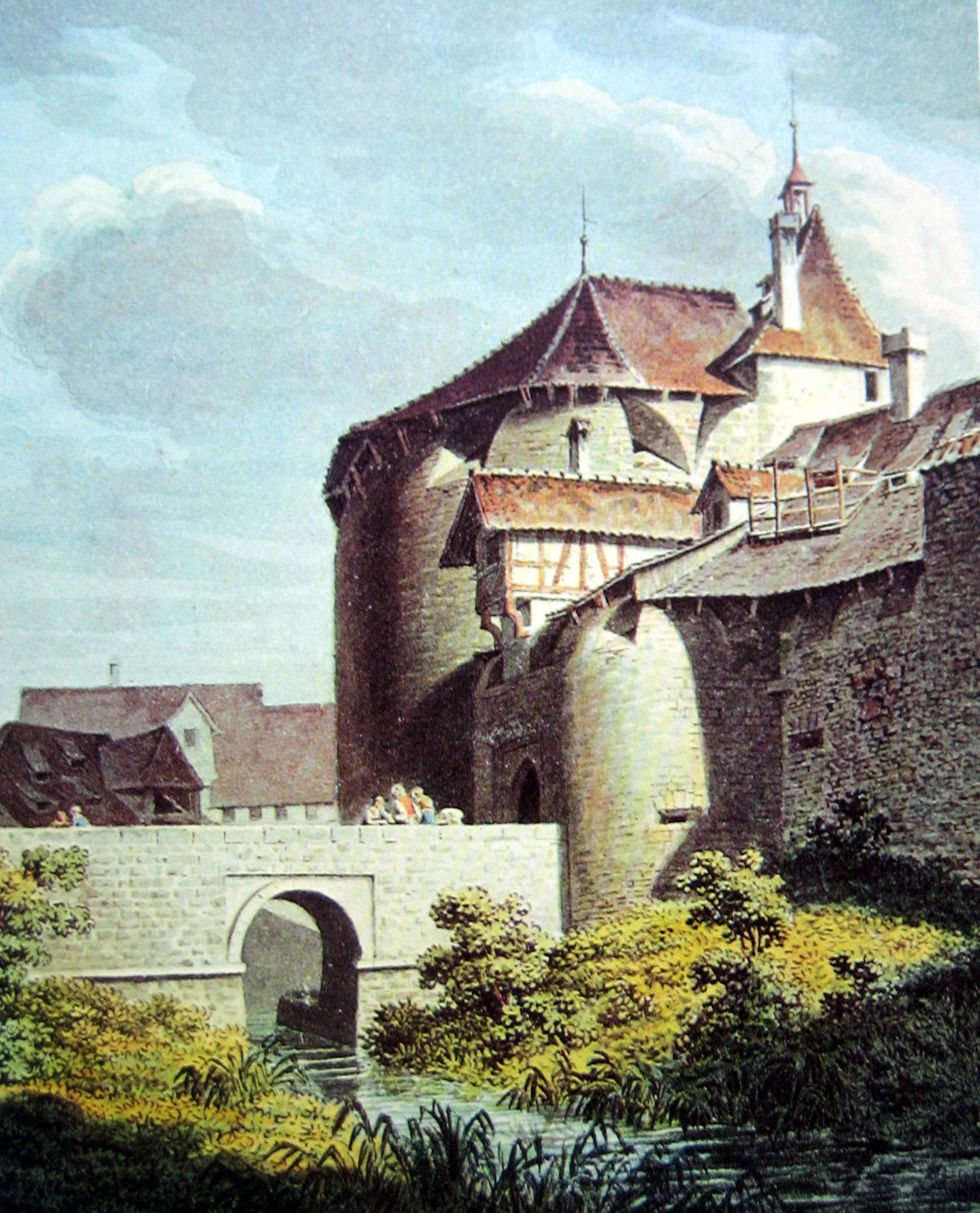
Das Rennwegtor mit dem im 16. Jahrhundert hinzugefügten Bollwerk. Ähnliche Beispiele dieser ersten Verstärkung der mittelalterlichen Befestigung finden sich beim Lindentor und beim Ketzistürli

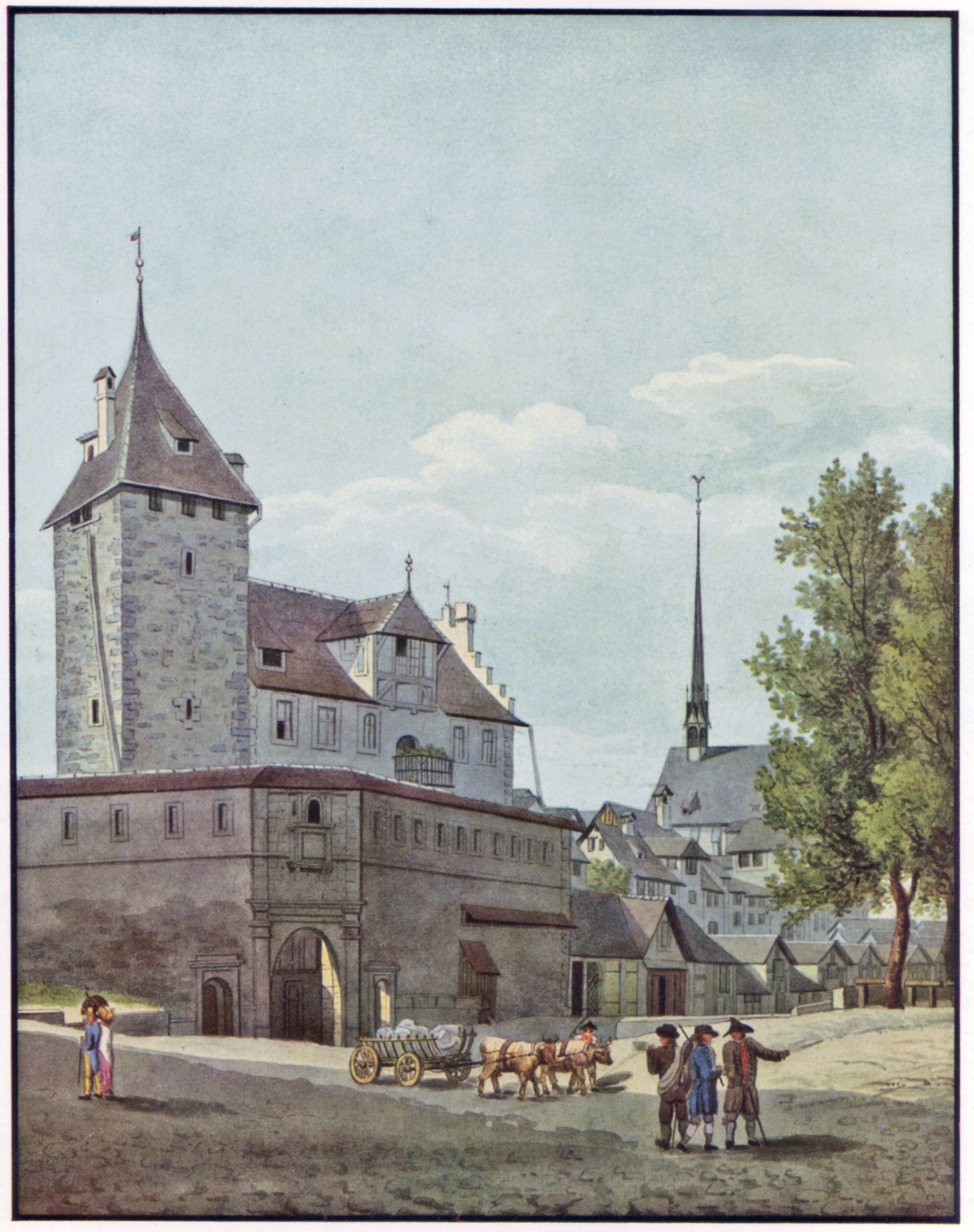
Das Neumarkttor mit dem im 17. Jahrhundert hinzugefügten Vorwerk. Ähnliche Beispiele dieser zweiten Verstärkung der mittelalterlichen Befestigung finden sich beim Ketzerturm und beim Niederdorftor

- Grendeltor, erbaut Mitte des 15. Jahrhunderts, diente als Durchgang durch das aus «Schwirren»[2] gebildete, «Grendel»[3] genannte Palisadenwerk. Wächterwohnung in Riegelwerk (sog. «Grendelhütte») über dem Torbogen aus Quadern, Zugang über eine an die Ringmauer angelehnte Treppe, abgebrochen 1836.
- Langenörlisturm oder Fischers- bzw. Salzturm (2), erstmals erwähnt 1444, später nur noch als «Salzturm» bezeichnet, bildete das untere Ende der Torgasse und war zuerst an das Lochmannsche Haus dann ans Haus zum Egli angebaut, abgebrochen 1889.
- Bollwerk am Dorf (3), 1525 erbaut zur Verstärkung der südlichen Befestigung, nahe daneben das sog. «Kohlenpörtchen», 1671 Umbau zum Salzmagazin, abgebrochen 1881.
- Oberdorftor (4), erstmals erwähnt 1266, mit Fallbrücke, Durchgang in Richtung Rapperswil, Innenseite ursprünglich offen, später zugemauert, nach 1580 mit Uhr, abgebrochen 1812.
- Geissturm (5) oder Pulverturm, diente als Pulverlager, da er der am weitesten von der städtischen Siedlung entfernte Turm war, Explosion 1652 durch Blitzschlag, anstelle des Turms wurde ein Pavillon errichtet.
- Lindentor oder Junkerntor (6), erstmals erwähnt 1149, «Lindentor» nach den auf dem Wall gepflanzten Linden, Durchgang in Richtung Hottingen, ursprünglicher, innenseitig offener Turm 1580 abgebrochen und ersetzt durch ein Bollwerk mit zwei Rondellen, «Junkerntor» wohl wegen nahe liegenden Residenzen wohlhabender Familien, abgebrochen 1813. Angebaut das feste Haus zum Engel oder St. Michaels Pfrundhaus, 1580 abgebrochen.
- Schrättelisturm oder Wolfsturm (7), seit 1576 «Wolfsturm» (nach dem Wolfsbach, der beim Turm in die Stadt geleitet wurde), diente u. a. zur Lagerung von Munition und Pulver, abgebrochen 1784.
- Neumarkt- oder Kronentor (8), erstmals erwähnt 1257, Durchgang Richtung Winterthur («Obere Strasse»), 1340 «Neumarktsturm», 1404 «Neumarktstor», nach 1637 «Kronentor» (nach dem Wirtshaus «zur Krone»), mit Fallbrücke, 1629 Verstärkung von Torturm und Torhaus mit Vorwerk, abgebrochen mit anliegendem Haus «zum Kronentor» 1827.
- Ketzerturm oder Neuer Turm (9), selten auch Gräblisturm (nach der Gräbligasse), 1314 erstmals erwähnt, seit 1526 «Neuer Turm», ab 1588 «Ketzerturm», diente zur Aufbewahrung von militärischer Ausrüstung und als Gefängnis (u. a. für die Täufer), seit 1543 mit der alten Turmuhr von St. Peter versehen, 1631 Verstärkung durch Bollwerk, abgebrochen 1878.
- Niederdorftor (10), erstmals erwähnt 1270, mit Fallbrücke, Durchgang in Richtung Schaffhausen und Eglisau («Untere Strasse»), 1629–33 Verstärkung durch ein Vorwerk, seit 1675 mit Uhr, abgebrochen 1824.

### Türme und Tore der Stadtmauer links der Limmat
(siehe kolorierter Murerplan arabische Ziffern 11–23)
- Oetenbachbollwerk (11), erbaut 1532 anstelle einer hölzernen Befestigung im Garten des ehemaligen Klosters Oetenbach, zuerst offenes Rondell, 1642 mit einem Dach versehen, 1764 Umnutzung als Ökonomiegebäude des neu errichteten Waisenhauses, abgebrochen 1903. Beim Abbruch wurde der Grabstein von Ulrich von Regensberg gefunden, dessen Rückseite als Fenstersims verwendet worden war.
- Oetenbacherturm und Oetenbacher Amtshaus (12), ersterer erbaut ca. 1292 als Abtrittturm, 1545 ausgebaut und erhöht, mit zwei weiten von Strebepfeilern gestützten Bogen über das Wasser gebaut, mit einer dreistöckigen gedeckten Brücke mit dem Kloster verbunden, 1772 teilweise 1813 ganz abgebrochen.
- Rennwegtor bzw. Rennwegbollwerk (13), erstmals erwähnt 1355, Teil der Stadterweiterung nach Westen, löste das Kecinstürlin als wichtigsten Durchgang nach Westen zur Brücke bei St. Jakob an der Sihl ab (Landstrasse nach Baden), abgebrochen und ersetzt durch ein Bollwerk 1521, zwei Rondellen mit Tor und Wächterhaus, beide Rondellen später mit einem Dach überdeckt, 1789 Errichtung einer steinernen Brücke über den Fröschengraben, abgebrochen 1865.
- Neuturm, Kuttelturm oder Käuffelerturm (14), erstmals erwähnt 1224, am unteren Ende der Kuttelgasse (ursprünglich «Neue Gasse», da aus dem um 1300 gefüllten Graben der ersten Stadtbefestigung entstanden), abgebrochen 1816.
- Ketzistürli und Turm beim Ketzistürli bzw. Augustinerbollwerk (15), erstmals erwähnt 1224, ursprünglich der Hauptdurchgang in Richtung Westen zur Brücke bei St. Jakob an der Sihl (Landstrasse nach Baden), 1575 mit einem Bollwerk ersetzt, eine Rondelle mit Tor, später überdacht, abgebrochen 1812/13.
- Augustinerturm (16), erstmals erwähnt 1315, abgebrochen 1811.
- Hartmannsturm oder Löwenturm (17), erstmals erwähnt 1444, abgebrochen 1816.
- Wollishoferturm (18) und Wollishofertürchen, Türchen erstmals erwähnt 1293, Turm 1444, 1576 wurde der Durchgang in den Turm verlegt, ab 1650 Katzentor, seit 1630 mit Uhr, 1788 Errichtung einer steinernen Brücke über den Fröschengraben, abgebrochen 1815.
- Äbtissinnenturm oder Werkhofturm (19), erstmals erwähnt 1444, abgebrochen 1829.
- Kappelerhof (20), erstmals erwähnt 1270, Amtshaus des Klosters Kappel, abgebrochen 1878.
- Kratzturm (21), erstmals erwähnt 1293, seit 1444 «Kratzturm» (nach dem Quartier «Kratz»), 1621 durch das Bollwerk «am Spitz» verstärkt, 1803 Anbau eines Gesellschaftshauses, abgebrochen 1877 (Verlängerung der Bahnhofstrasse).
- Ravelin im Kratz (22), erbaut 1541, ein Rondell ohne Dach, 1583–1586 Anbau des städtischen Bauhauses, Erhöhung und Überdachung des Rondells, abgebrochen 1886.
- Wellenberg (23), diente als Gefängnis, 1778 Anbau eines Vorgebäudes auf der Nordseite mit zwei Verhörzimmern, 1799 teilweise ausgebrannt, abgebrochen 1837.

### Adelstürme beidseits der Limmat
(siehe kolorierter Murerplan römische Ziffern I–IX)

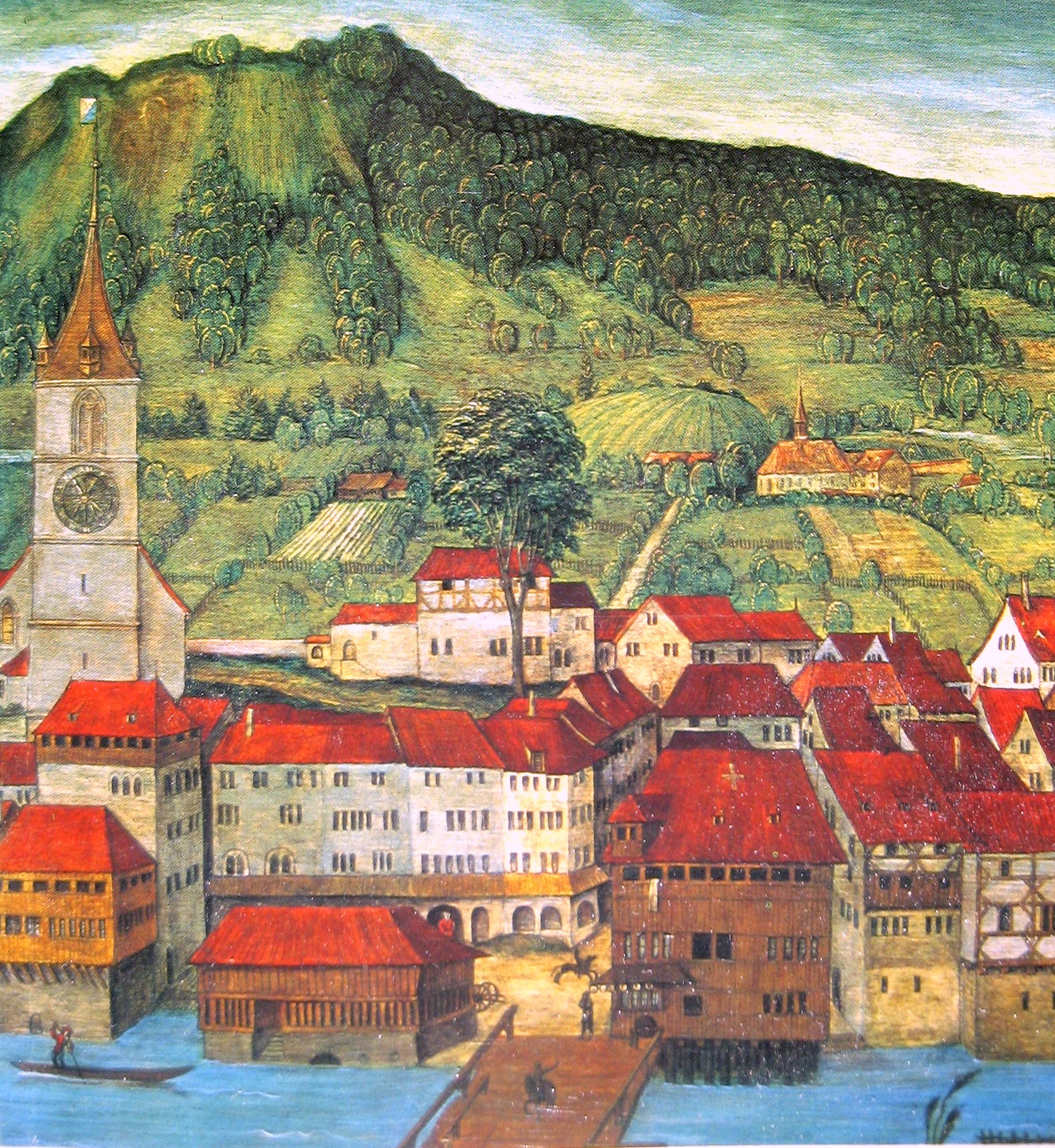
Der dunkle Mülnerturm auf der rechten Seite des Platzes

- Mülner- oder Schwerttürme (I), aus dem 13. Jahrhundert, Wohnsitz der Ritterfamilie Mülner, ehemaliges Hotel und heutiges Wohnhaus zum Schwert beinhaltet zwei ehemalige Türme an der West (Vorderer Schwertturm) und an der Nordseite (Hinterer Schwertturm) des Gebäudekomplexes, Türme als Teil des Wohnhauses bis heute erhalten.
- Roter Turm (II), aus dem 13. Jahrhundert, Eigentum der Grafen von Rapperswil, 1486 städtisches Magazin für Feuerlöschgeräte, später Umbau in ein Kaffeehaus, als Café littéraire Treffpunkt der Radikalen und Liberalen, abgebrochen 1938.
- Hottingerturm (III), aus der Mitte des 12. Jahrhunderts, Eigentum der Grafen von Kyburg, Lehen der Edlen von Hottingen, später Umbau zum städtischen Kauf- und Salzhaus, abgebrochen 1856.
- Manesse-, Schwenden- oder Blarerturm (IV), aus dem 13. Jahrhundert, Name von der Familie Manesse, später von den Familien Schwend und Blarer, abgebrochen nach 1834. Das Hinterhaus des Manesseturms an der Napfgasse 4 steht noch heute als denkmalgeschütztes Gebäude „Conditorei Schober“.
- Brunnenturm oder Lamparterturm (V), aus dem 13. Jahrhundert, Name von lombardischen Händlern, dann Benennung nach dem Brunnen, der 1568 vor dem Turm errichtet wurde, wiederholt renoviert und umgebaut, bis heute als Turm erhalten.
- Grimmenturm (VI), erste Erwähnung 1324, zuerst Benennung nach der Familie Bilgeri, dann nach Johannes Bilgeri d. J., genannt «Grimme», 1350 vergeben an die Beginen, später Amtswohnung des städtischen Obmanns «gemeiner Klöster», seit dem 16. Jahrhundert mit Uhr, Umbau und Renovation im 19. Jahrhundert, erhalten als Turm bis heute, gilt als der am besten erhaltene Adelsturm Zürichs.
- Bilgeriturm (VII), aus dem 13. Jahrhundert, Name von der Familie Bilgeri, 1742 in den Neubau des Zunfthauses zur Schuhmachern miteinbezogen, bis heute erhalten.
- Wellenberg (VIII), erste Erwähnung 1301, Name von der Familie «von Wellenberg», abgebrochen 1948/49. Heute Hotel Wellenberg.
- Glentnerturm (IX), aus dem 13. Jahrhundert, Name von der Familie Glentner, wiederholt umgebaut, als Wohnhaus erhalten bis heute (Limmatquai 76).

## Die dritte Stadtbefestigung
| \| \| \| Die dritte Stadtbefestigung Zürichs auf dem Stadtplan von Heinrich Vögelin 1705 (nachträglich koloriert) \| |                        |
| 1 Paradiesbollwerk                                                                                                   | 12 Stadelhoferbollwerk |
| 2 Niederdorfporte | 13 Bauschänzli         |
| 3 St. Leonhardsbollwerk                                                                                              | 14 Spitzbollwerk       |
| 4 Kronenbollwerk | 15 Wollishoferporte    |
| 5 Kronenporte | 16 Bärenbollwerk       |
| 6 Schönenbergerbollwerk                                                                                              | 17 Bollwerk «Katz»     |
| 7 Rämibollwerk | 18 Sihlporte           |
| 8 Hottingersteg | 19 Löwenbollwerk       |
| 9 St. Annabollwerk                                                                                                   | 20 Seidenhofbollwerk   |
| 10 Geissbergbollwerk                                                                                                 | 21 Giesshüttenbollwerk |
| 11 Stadelhoferporte                                                                                                  |                        |
| |                        |
| Die dritte Stadtbefestigung Zürichs auf dem Stadtplan von Heinrich Vögelin 1705 (nachträglich koloriert)             |                        |

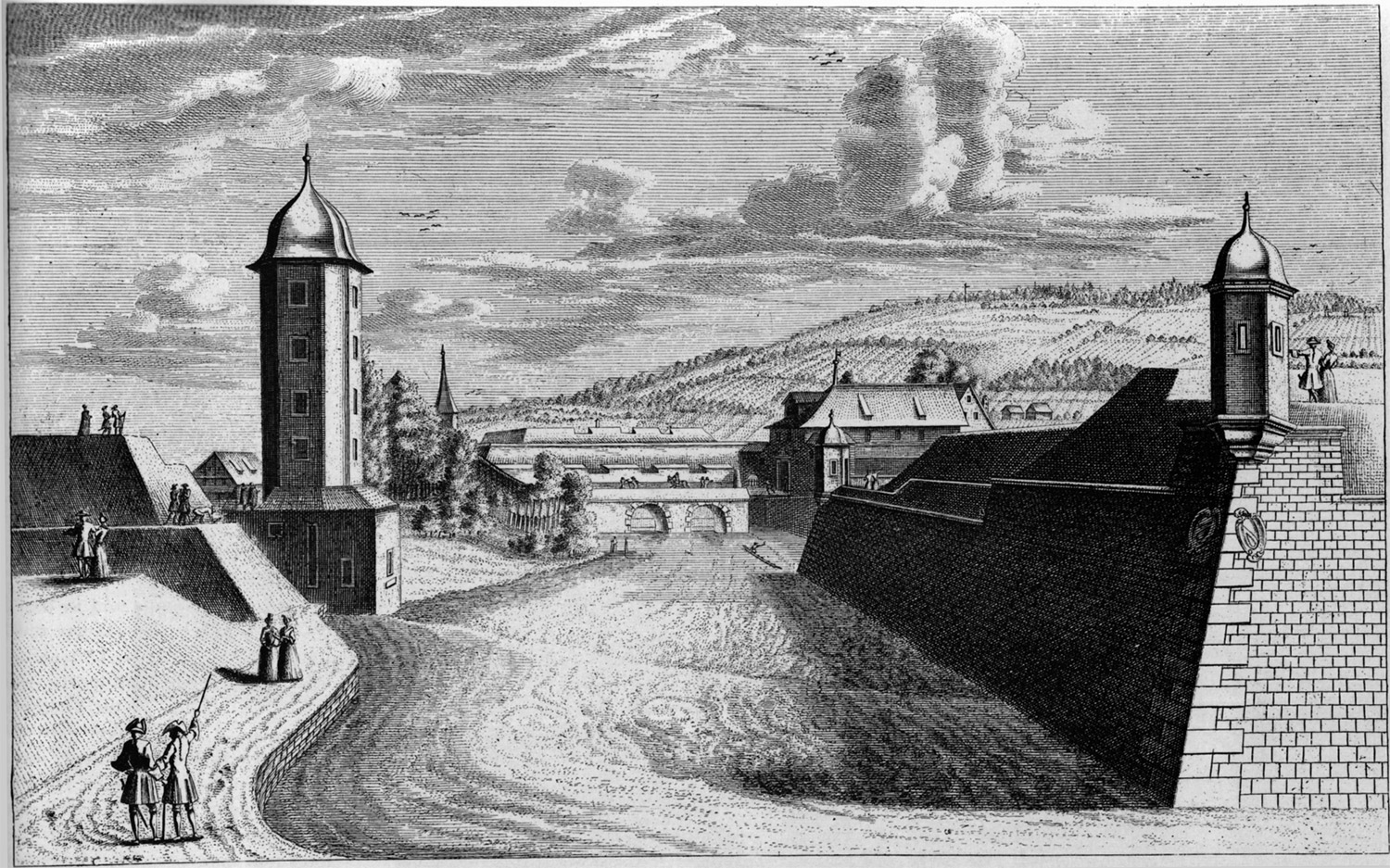
Blick von der Spitze des Bollwerkes «Katz» zur Sihlporte um 1730. Gut zu erkennen die Dimensionen der Schanzen, der Schanzengraben, die Anlage der Sihlporte mit Zugbrücke und im Hintergrund das Löwenbollwerk

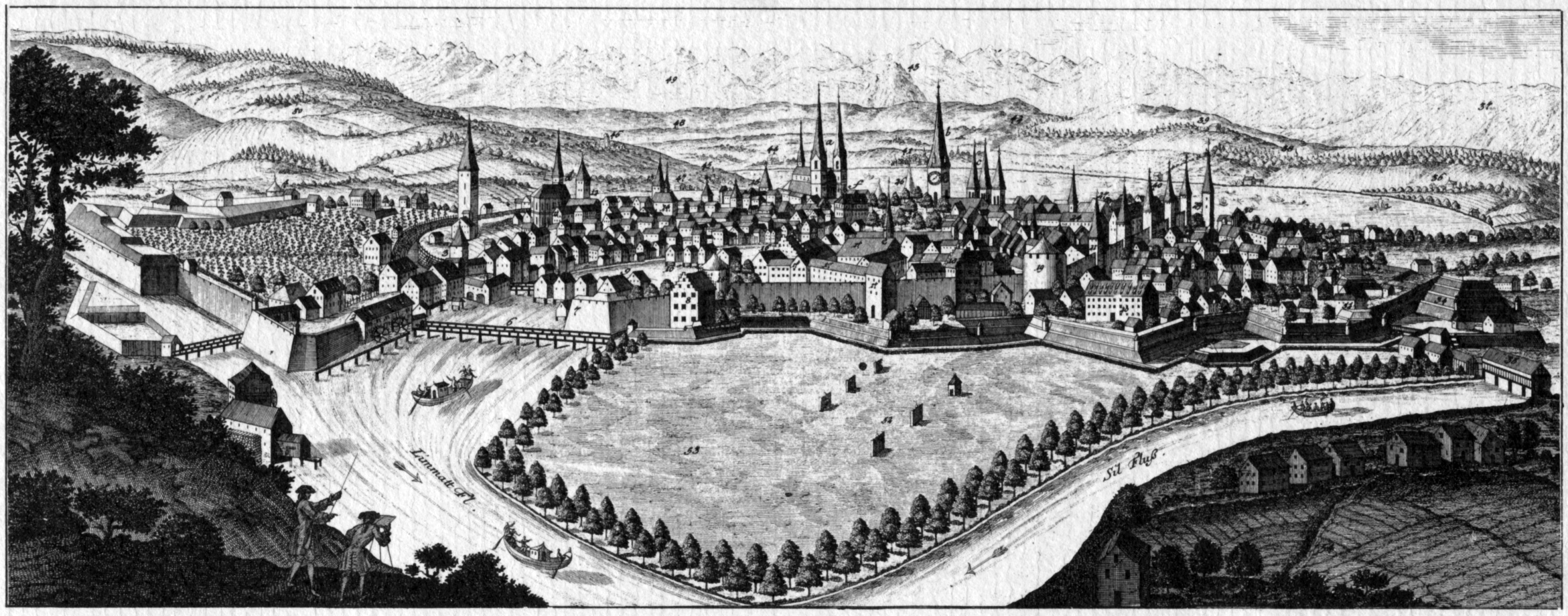
Ansicht Zürichs 1724 mit den alten und neuen Befestigungsanlagen

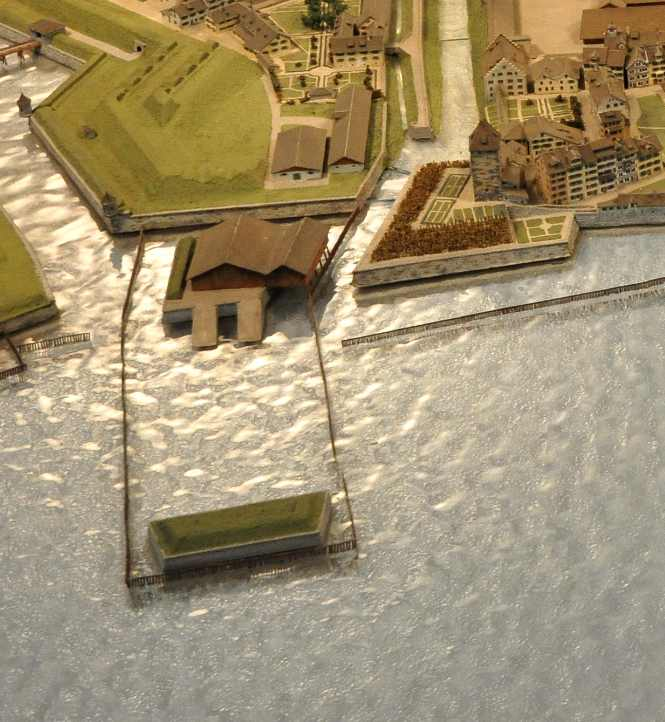
Schiffschöpf mit Marinehafen

Ab 1642 wurde die dritte Stadtbefestigung nach den Plänen von Hans Georg Werdmüller und Stadtingenieur Johann Ardüser erbaut. Das Werk, für das sich auch der Antistes Breitinger einsetzte, ruinierte nach dem Zeugnis des damaligen Stadtschreibers Waser die Finanzen Zürichs und führte zu heftigen politischen Auseinandersetzungen. Die Fertigstellung erfolgte erst in der zweiten Hälfte des 18. Jahrhunderts. Auf dem rechten Ufer der Limmat verlief die innere Seite der Bastionen vom See her entlang der Strasse Schanzengasse über die Hohe Promenade zum Heimplatz, über die Kantonsschulstrasse zur Universität bzw. zur Polyterrasse, entlang der Leonhardsstrasse, dann quer über die Strasse «Auf der Mauer» hinunter zur Einmündung der Stampfenbachstrasse ins Neumühle-Quai. Linksseitig wurde die Papierwerd in die Befestigung miteinbezogen und ein heute noch als «Schanzengraben» bestehender Wassergraben angelegt, der ursprünglich beim Bahnhofsplatz in die Limmat mündete, später jedoch bei der Kreuzung Usteristrasse-Gessnerallee in die Sihl eingeleitet wurde. Die Innenseite der Bastionen folgte grob der Linie Bahnhofsplatz, Löwenstrasse, Talstrasse und endete beim Kratzturm. Am Spitz wurde der Schiffschöpf gebaut, der als Marinearsenal für die Kriegsflotte mit der Neptun und weiteren Schiffen diente. Der vorgelagerte Marinehafen mit „Schiffschanz“ erweiterte die Verteidigungsanlage. 
Die Anlage umfasste 15 Bollwerke, acht rechts und sechs links der Limmat sowie eines, das sog. Bauschänzli in der Limmat. Weitere Schanzen wurden auch weit ausserhalb der damaligen Stadt auf dem Käferberg, dem Zürichberg, dem Burghölzli sowie gegen Albisrieden (Letzinen) errichtet. Die Befestigung folgte einem komplizierten System, das nach Konrad Escher eine Vermischung des neuniederländischen mit dem französischen und dem Tenaillensystem darstelle. Ein Hauptwall mit Unterwall, beide durch einen Graben vom Glacis mit gedecktem Weg getrennt. Die Aussenseite und die unteren Teile der Wälle wurden durch Mauern bzw. durch mit Gras bewachsene Erde verkleidet. Die Bollwerke folgten einem fünfseitigen Grundriss, spitz- oder stumpfwinklig, je mit zwei Flanken und zwei «Facen» (dem Angreifer zugekehrte Seiten), mit dem benachbarten Bollwerk durch eine Kurtine verbunden. Einzelne Bollwerke wiesen auch Kasematten auf. Fast vor jeder Kurtine lag ein Ravelin, einzelne davon mit innerem und äusserem Wall. Die Ecken der Bollwerke und Ravelins wiesen erkerartige Wächterhäuschen auf.

## Schleifung der Stadtbefestigung

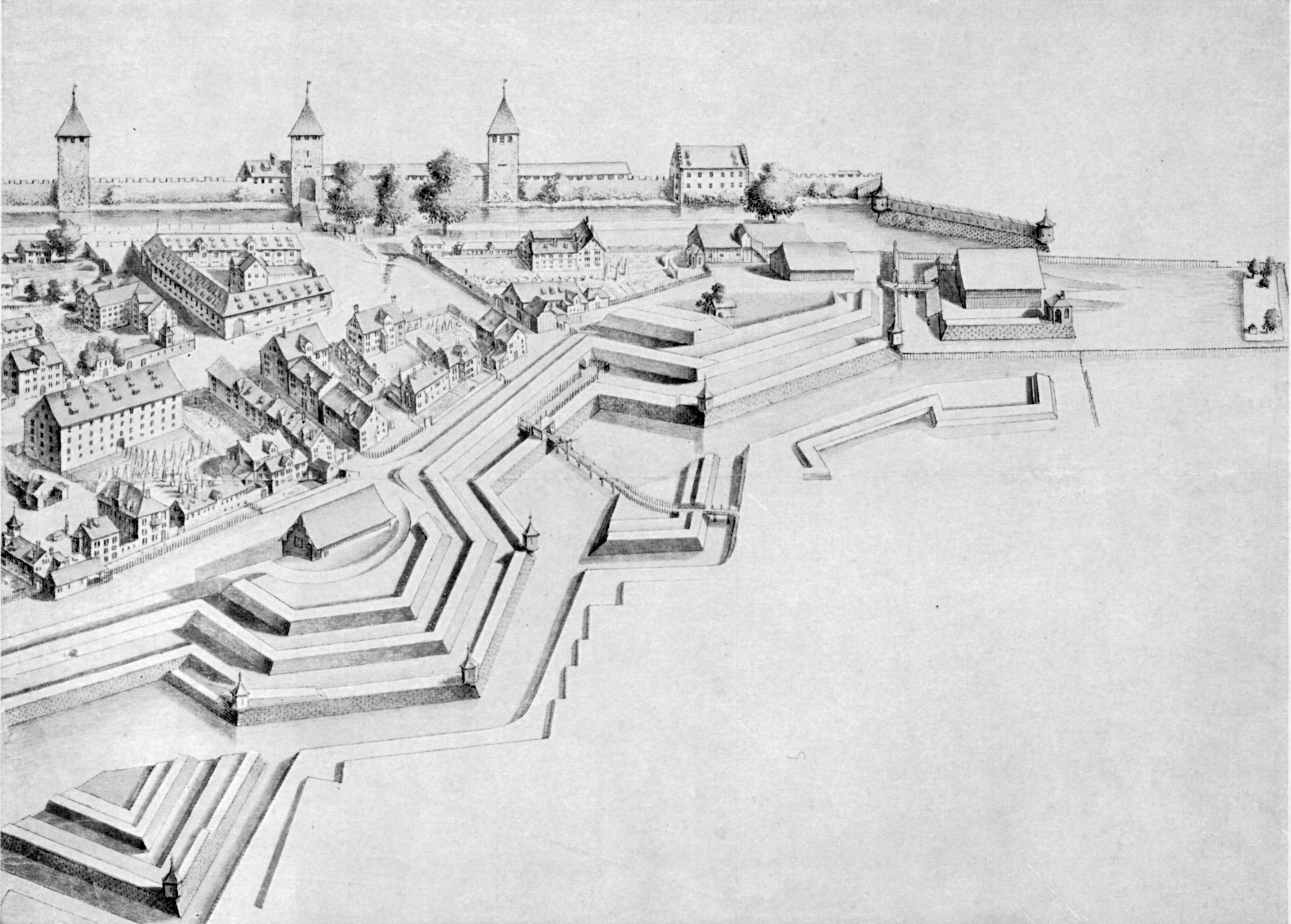
Das Schanzensystem und die alte Stadtmauer um den heutigen Paradeplatz, anfangs 18. Jahrhundert

Die Mauern und Türme der schon lange nutzlos gewordenen mittelalterlichen Stadtbefestigung wurden schrittweise ab dem 18. Jahrhundert bis 1878 abgebrochen. Heute können nur noch sehr vereinzelte Mauerstücke besichtigt werden, etwa in einem Keller hinter dem Chor der Predigerkirche sowie in einem Untergeschoss der Zentralbibliothek Zürich.
Die barocken Schanzen der dritten Stadtbefestigung wurden hingegen nach längerem Streit und einem Beschluss des Grossen Rates des Kantons Zürich vom 30. Januar 1833 bis 1834 geschleift. Der Abriss wurde durch ihre militärische Wertlosigkeit sowie durch die Behinderung des Wachstums der Stadt und die Verkehrsbehinderung, speziell an den Toren, begründet. Es spielten jedoch auch psychologische und politische Gründe eine Rolle: Die Landbevölkerung sah in den Schanzen ein Symbol der städtischen Macht, weshalb nach der endgültigen Abschaffung der städtischen Vorrechte 1830 die Schleifung der Schanzen auch ein starkes Symbol der politischen Entmachtung der Stadt war.
Von der dritten Stadtbefestigung sind noch grosse Teile des Schanzengrabens, das Bollwerk «zur Katz» im alten Botanischen Garten beim Völkerkundemuseum (der Rest des höchsten Kavaliers, einer Geschützstellung, welche die benachbarten Werke deutlich überragt), das Bauschänzli sowie eine Mauer im Spickel zwischen Weinbergstrasse und der Leonhardstrasse erhalten.
Siehe auch: Geschichte der Stadt Zürich

## Forschungsstand und ältere Theorien
Über die ältesten Befestigungen der Stadt ist nur wenig bekannt. Salomon Vögelin vermutete 1829 in seinem Werk «Das alte Zürich», die mittelalterlichen Adelstürme in der Stadt seien Überreste früherer Befestigungen. Die Bezeichnungen «Oberdorf» und «Niederdorf» wiesen laut Vögelin darauf hin, dass diese Stadtquartiere ursprünglich nicht innerhalb der Mauern gelegen hätten. Sein Enkel Friedrich Salomon Vögelin formulierte 1878 die These, eine erste Befestigung der Stadt sei im 9. Jahrhundert errichtet worden, vom 10. bis ins 12. Jahrhundert habe man diese mit der zweiten Befestigung erweitert, die dritte Mauer, welche durch den Murerplan gut dokumentiert ist, sei dann im 13. Jahrhundert entstanden. Diese These wurde zwar oft bezweifelt, sie hielt sich jedoch bis in die 1970er Jahre. Hans Conrad Peyer wies 1972 nach, dass die Adelstürme jünger waren als bisher angenommen, also nicht für eine frühe Befestigung verwendet worden waren. Bei Ausgrabungen wurden keine Spuren älterer Befestigungen gefunden, so dass 1982 Jürg E. Schneider die These aufstellte, Zürich sei bis ins 13. Jahrhundert eine «offene Stadt», also ohne Befestigung, gewesen. Bei weiteren Ausgrabungen anlässlich des Neubaus der Zentralbibliothek in den 1990er Jahren fanden sich überraschenderweise doch noch Reste einer früheren Befestigung aus dem 11. oder 12. Jahrhundert. 1997 wurden auch bei Kontrollgrabungen unter dem Rennweg, in der Fortunagasse und der Kuttelgasse ebenfalls Reste dieser frühen Befestigungen gefunden. Weitere Funde in der Nähe der Kappelergasse scheinen ebenfalls zu dieser Epoche zu passen. Der aktuelle Forschungsstand wurde 2004 in einer Ausstellung und einem Begleitband dokumentiert.

## Bilder von Überresten der Stadtbefestigungen

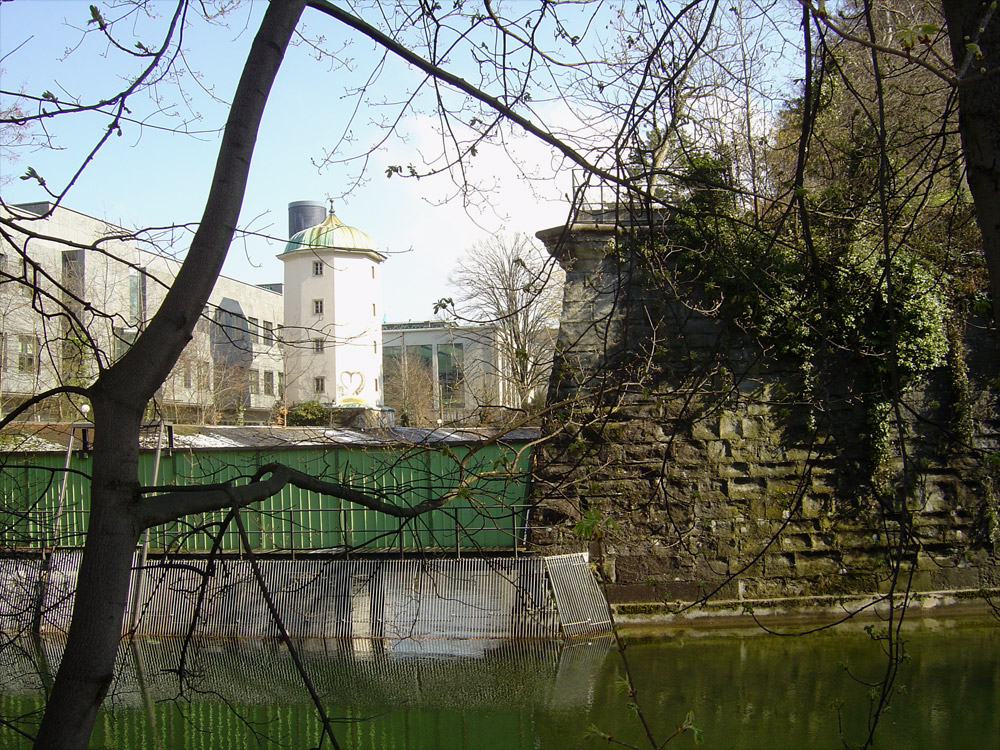
Überreste des Bollwerkes «zur Katz» am Schanzengraben heute, Standort Schanzengraben-Promenade. Gut sichtbar der Podest für den Eckturm und im Hintergrund der Turm der alten Pumpstation.
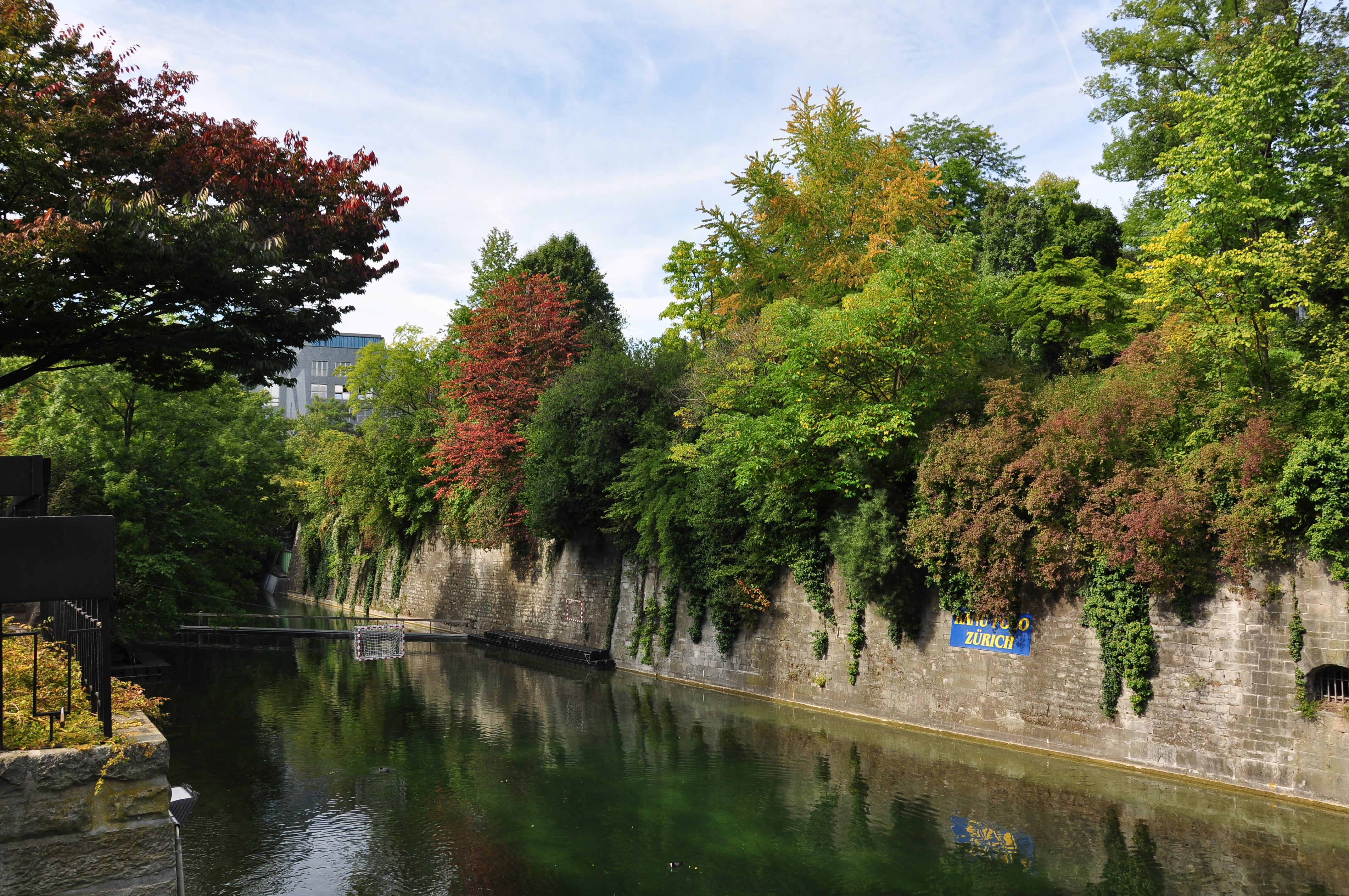
Blick nach Norden über den Schanzengraben auf das Bollwerk «zur Katz» und den alten Botanischen Garten.
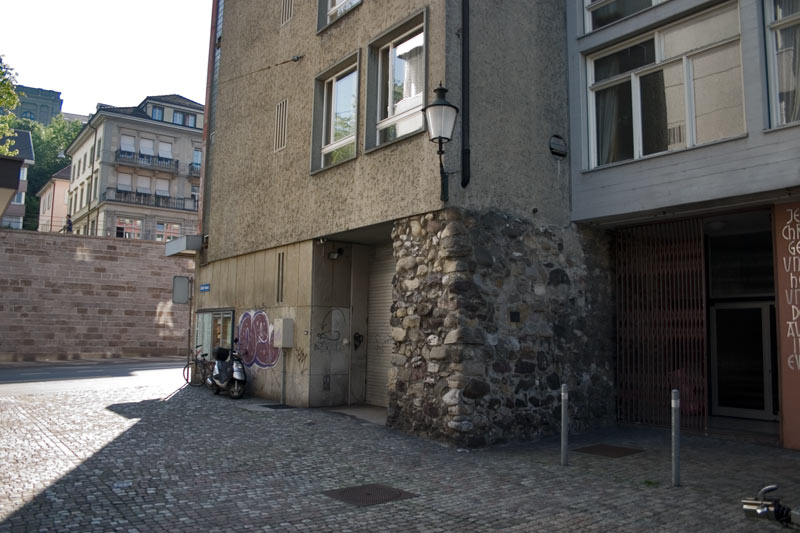
Im Hintergrund die im 20. Jahrhundert neu errichtete Mauer zwischen Seiler- und Hirschengraben und rekonstruierte Überreste der Stadtmauer am Seilergraben in der Gräbligasse beim Niederdorf
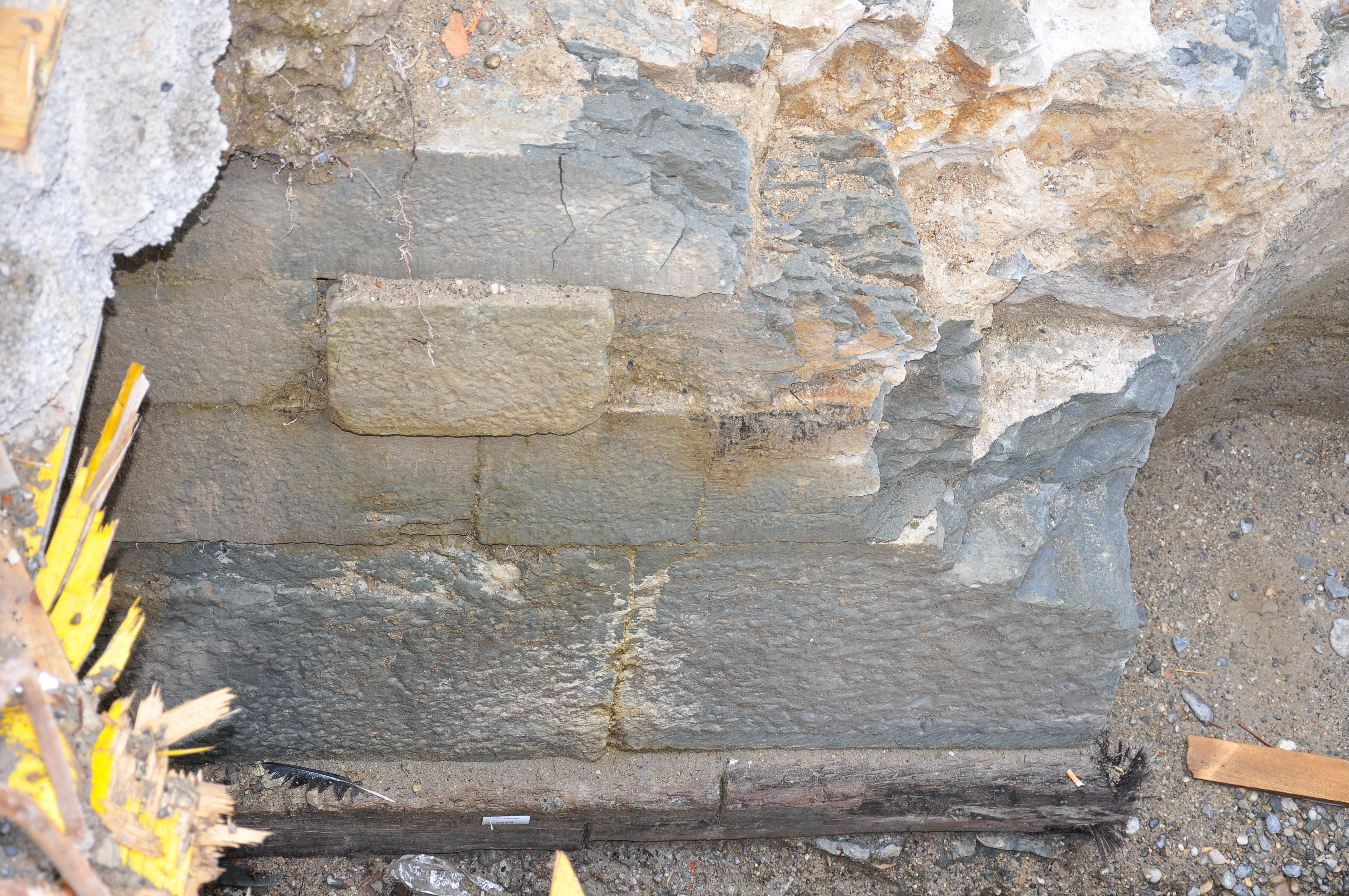
Archäologische Grabung Parkhaus Opéra: Überreste der barocken Stadtbefestigung im Bereich des Stadelhoferbollwerks
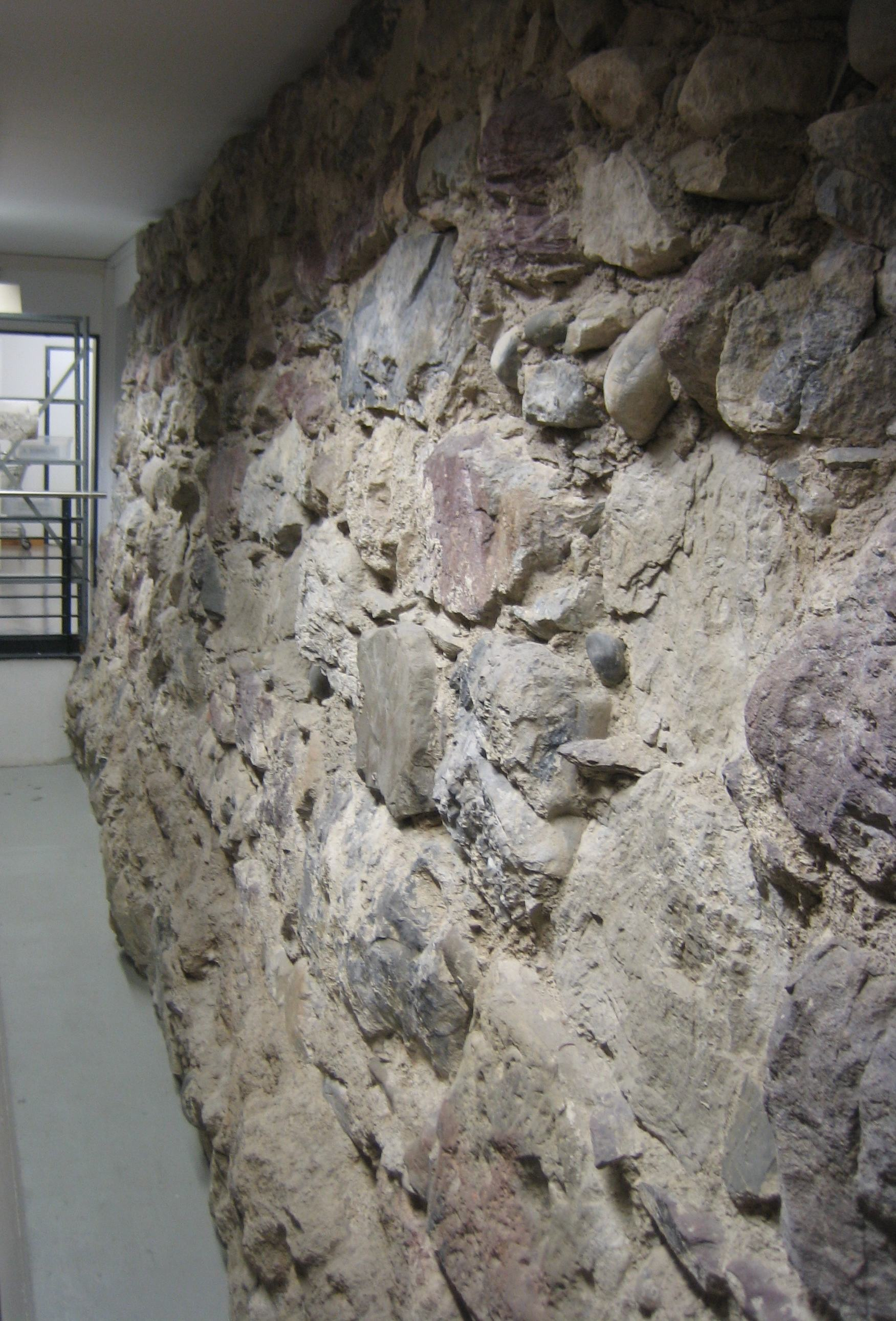
Reste der alten Stadtmauer am Hirschengraben, heute im Keller der Zentralbibliothek Zürich
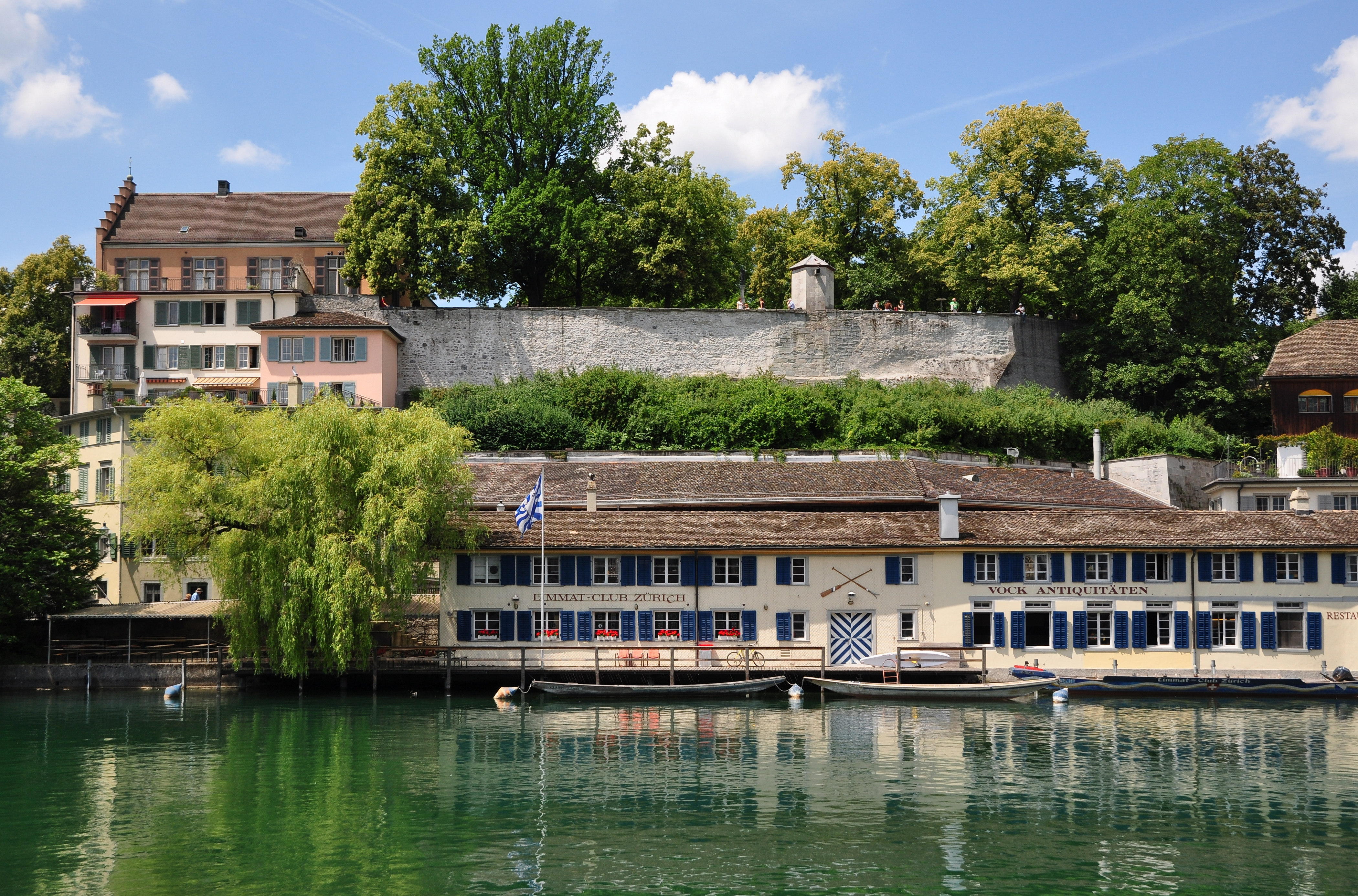
Limmatseitige Stützmauer des Lindenhofs respektive die Überreste der Mauer des römischen Kastells und der karolingischen, später ottonischen Königspfalz.
Bauschänzli, Ansicht von der Quaibrücke
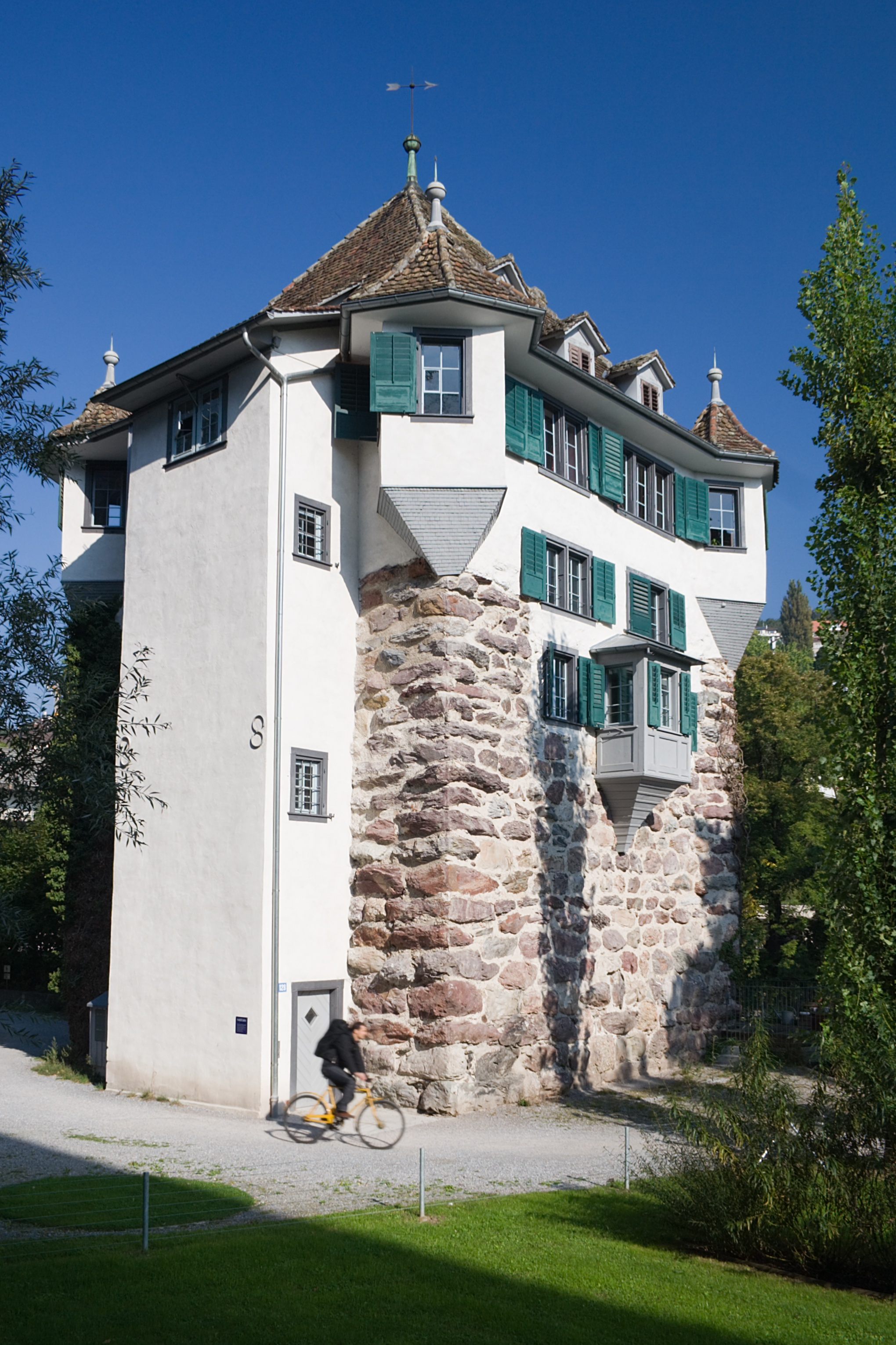
Der zwischen 1200 und 1300 erbaute Hardturm an der Limmat, heute als Wohnhaus genutzt.
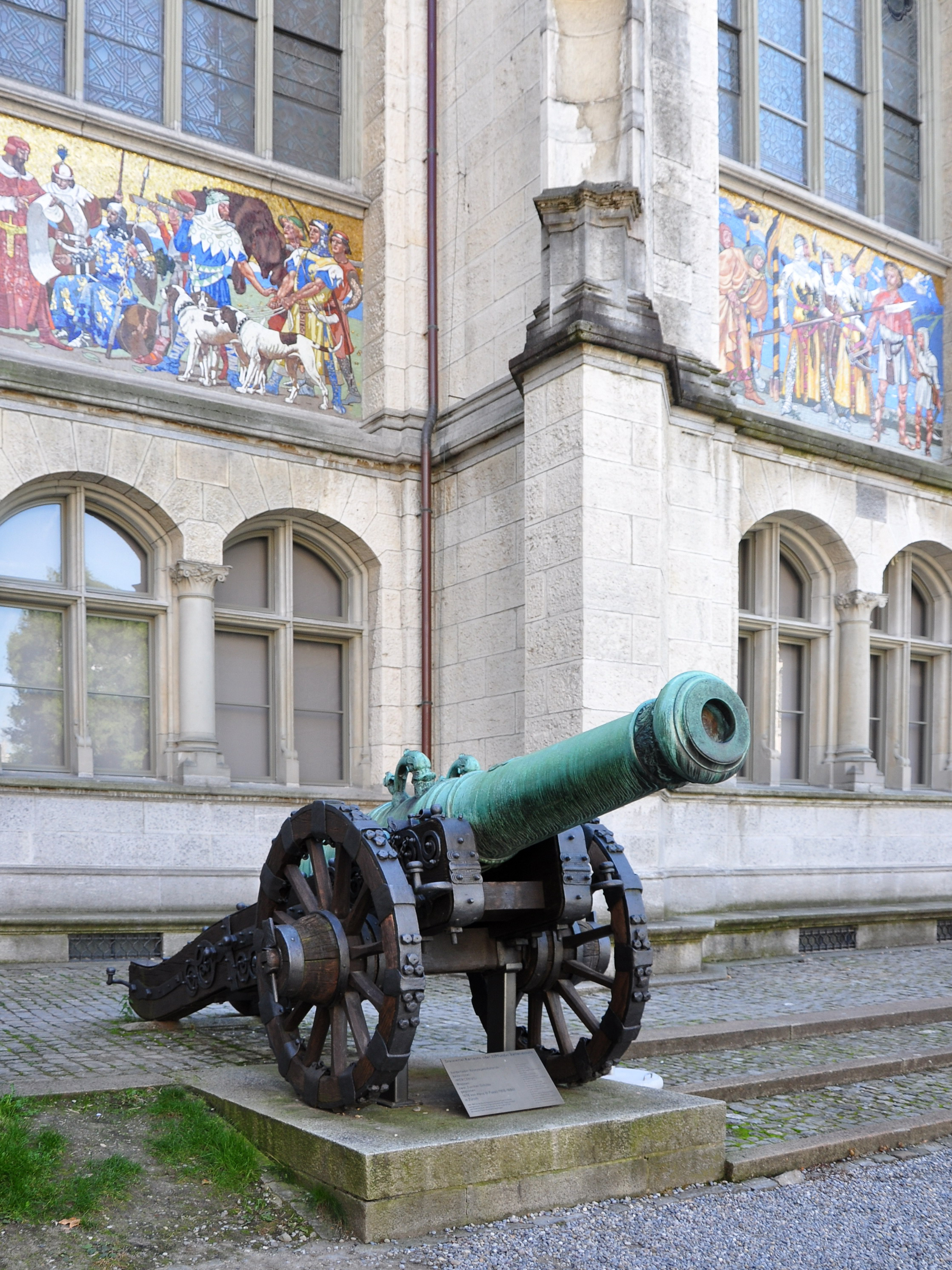
32-Pfünder Bronzekanone, Batteriestück mit der Geschützrohrbezeichnung «MERCURIUS». 1678 von Hans III Füssli in Zürich gegossen; die Beschläge schmiedete der Degenschmied und Stadtschlosser Jakob Herder. Ausgestellt im Innenhof des Landesmuseums in Zürich.

## Bilder von heute noch existierenden Adelstürmen in der Altstadt

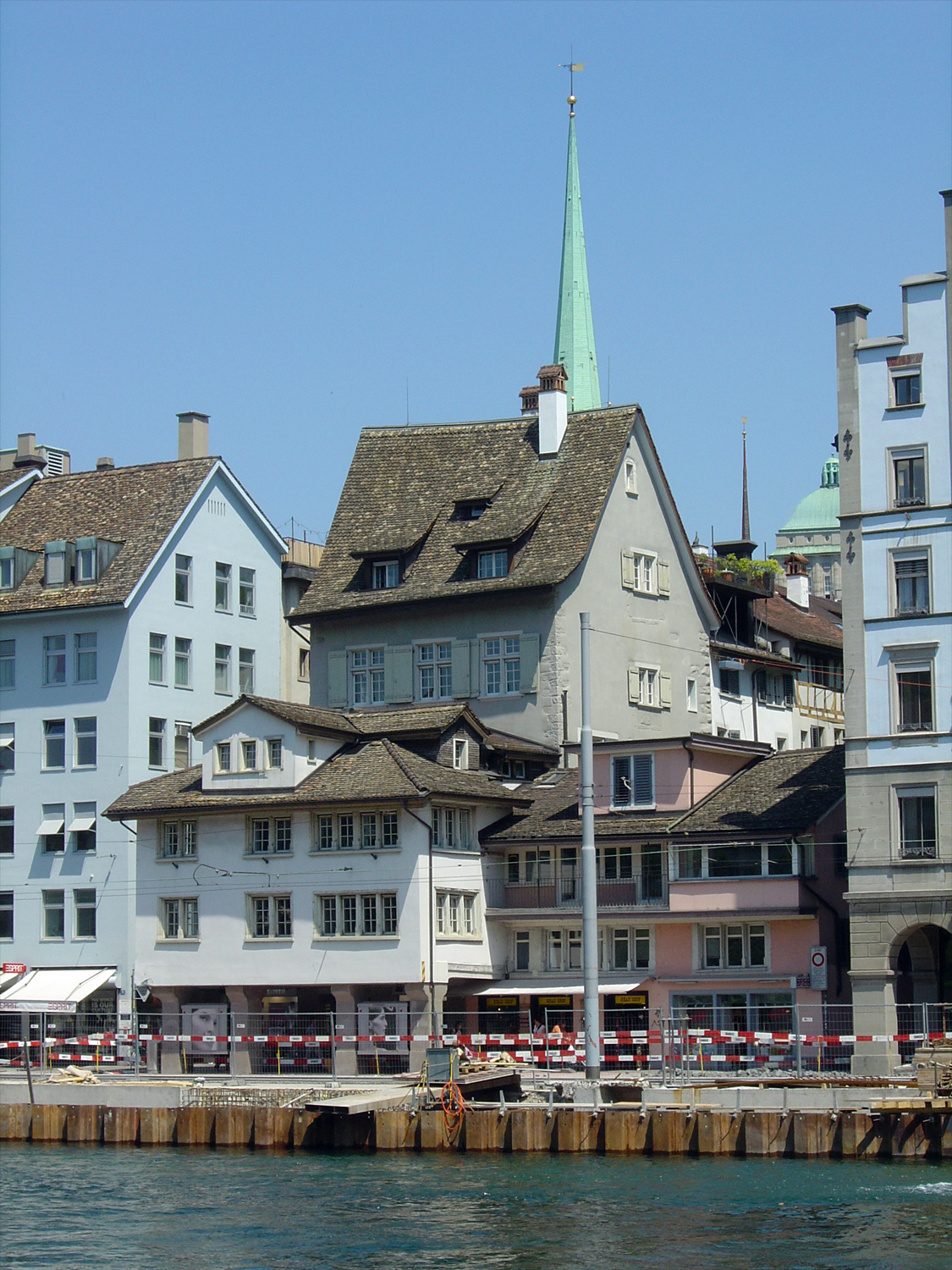
Der Glentnerturm
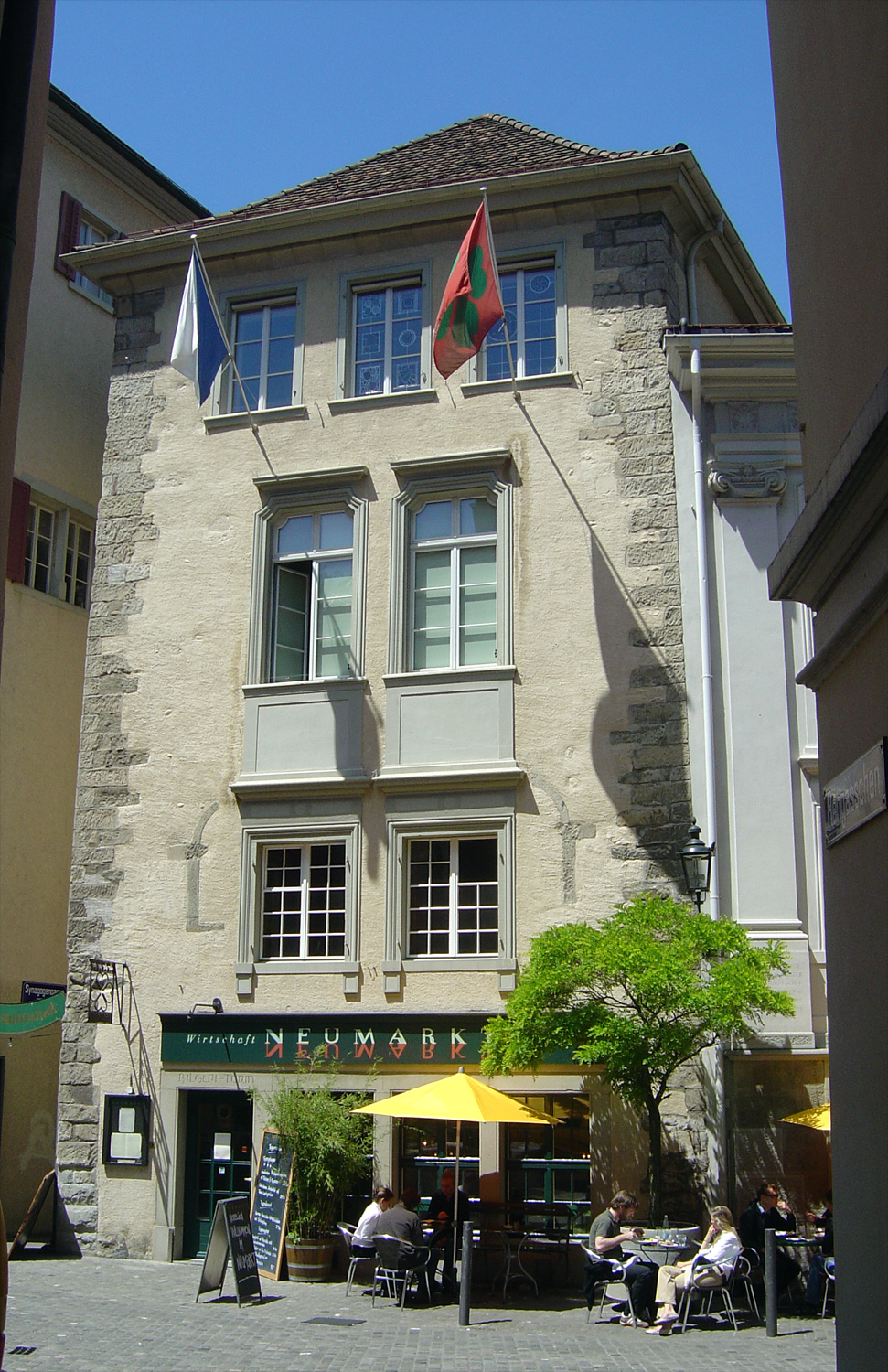
Der Bilgeriturm am Neumarkt
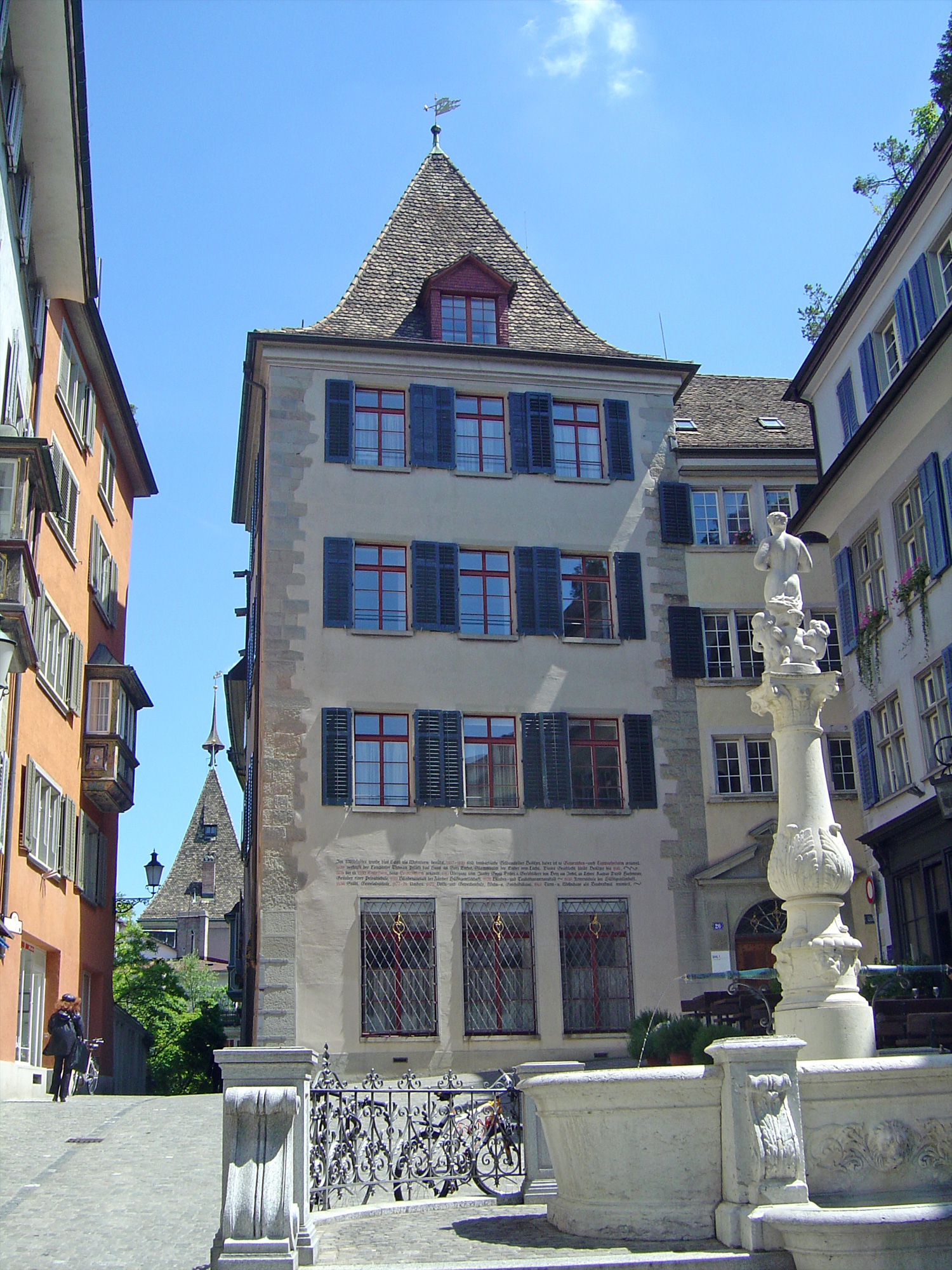
Der Brunnenturm
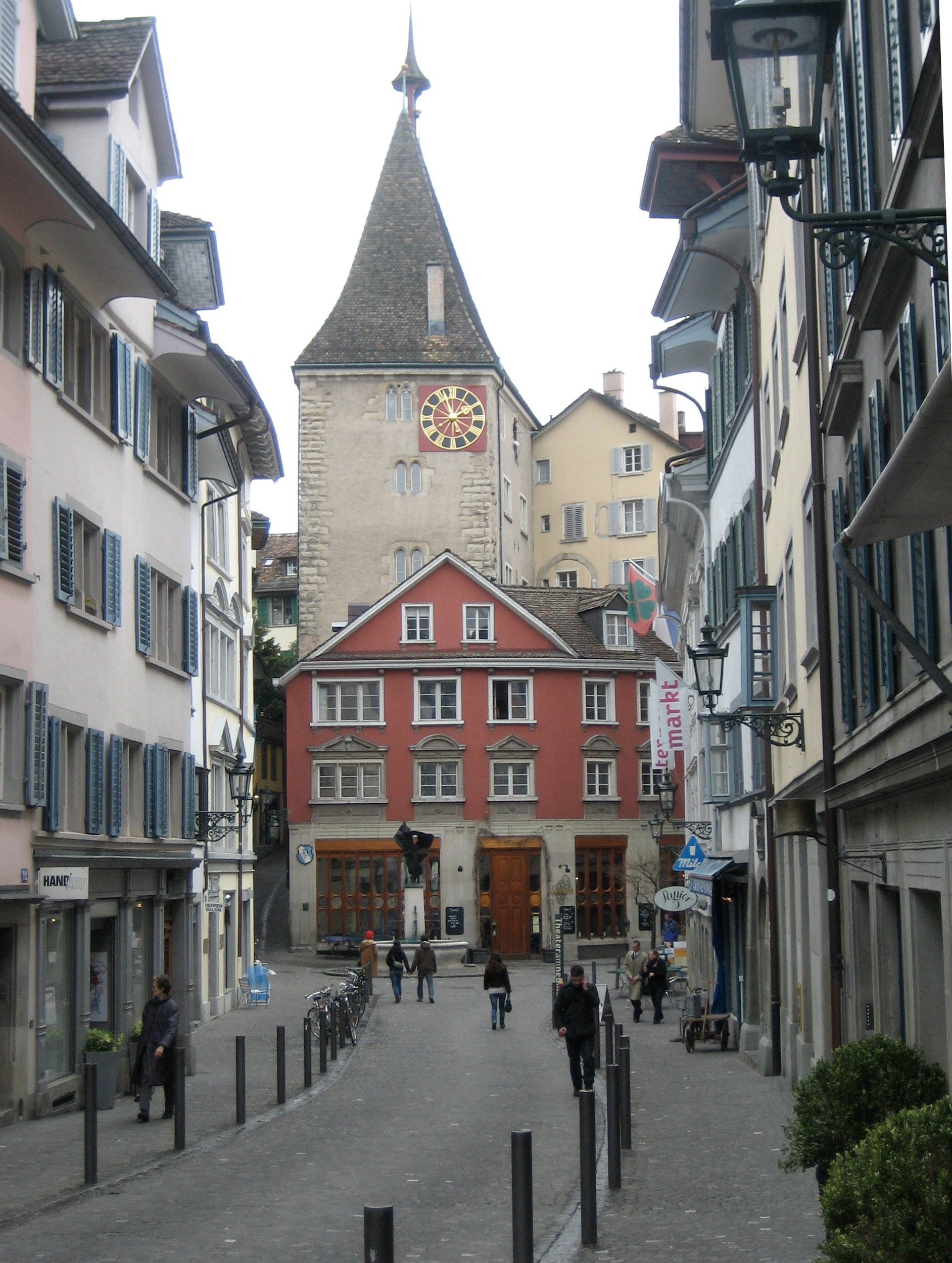
Der Grimmenturm am Neumarkt
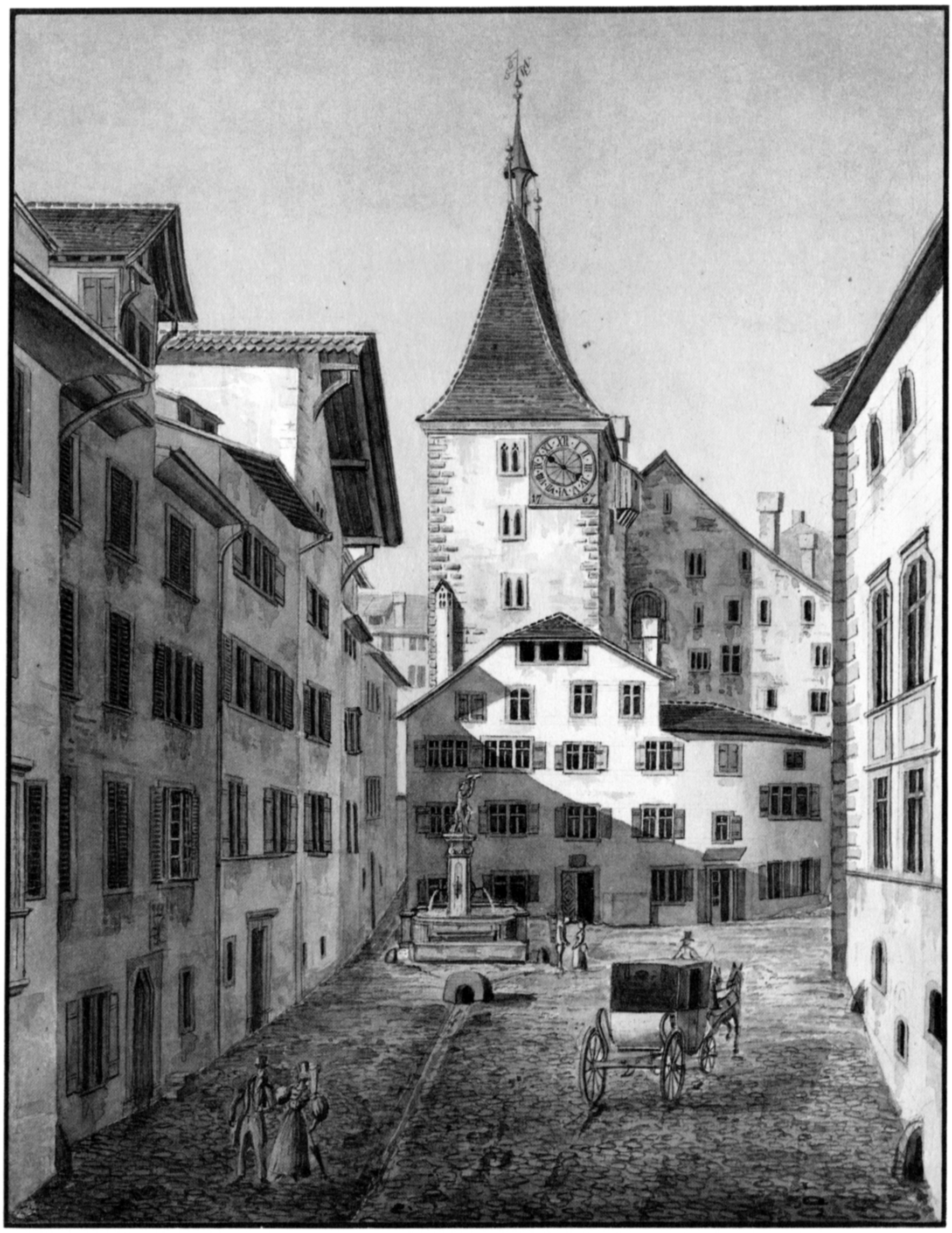
Grimmenturm um 1836
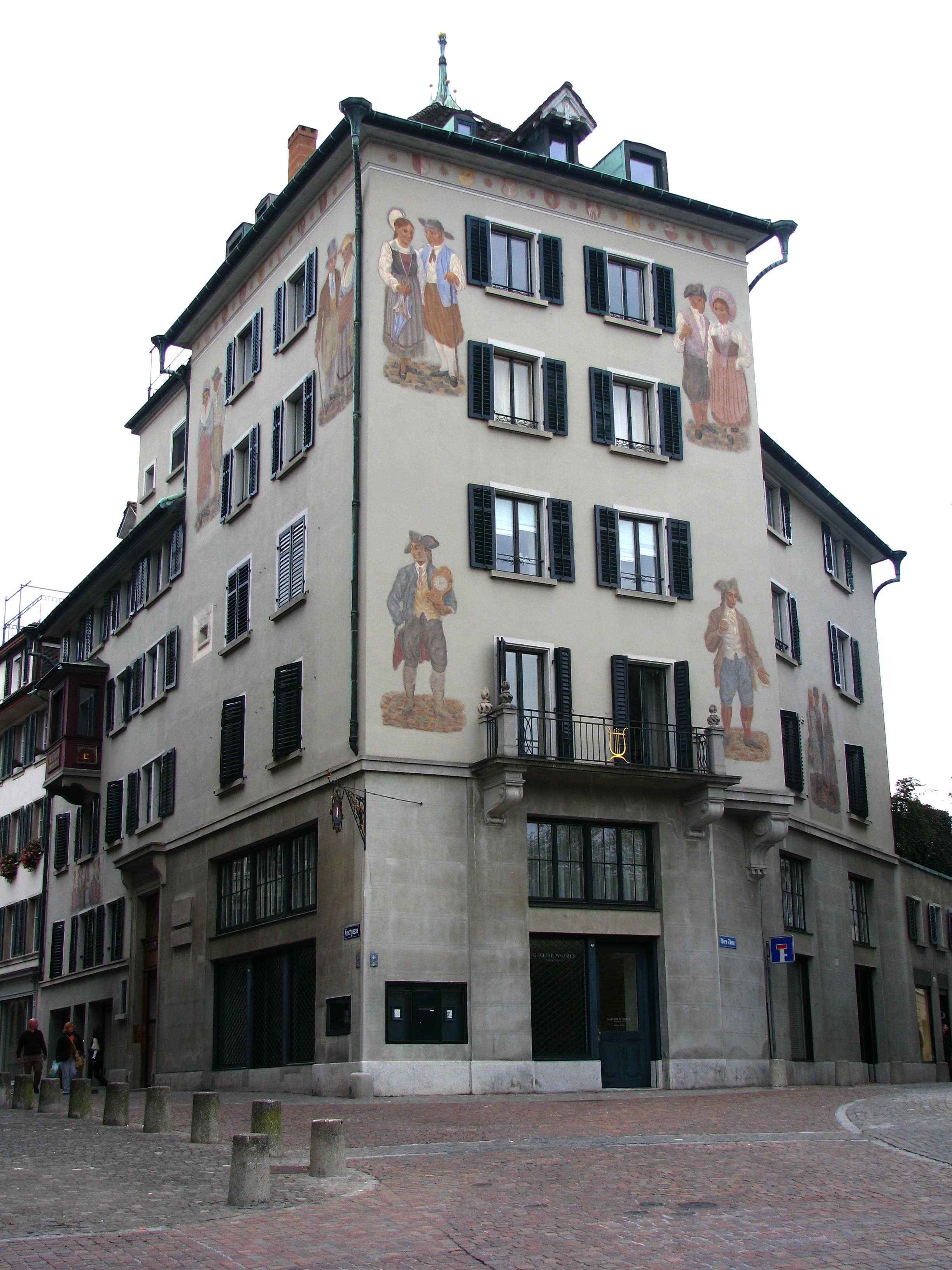
Das «Steinhaus» beim ehemaligen Lindentor, Wohnturm der Ritterfamilien Manesse und von Meiss

## Historische Bilder der Stadtbefestigung

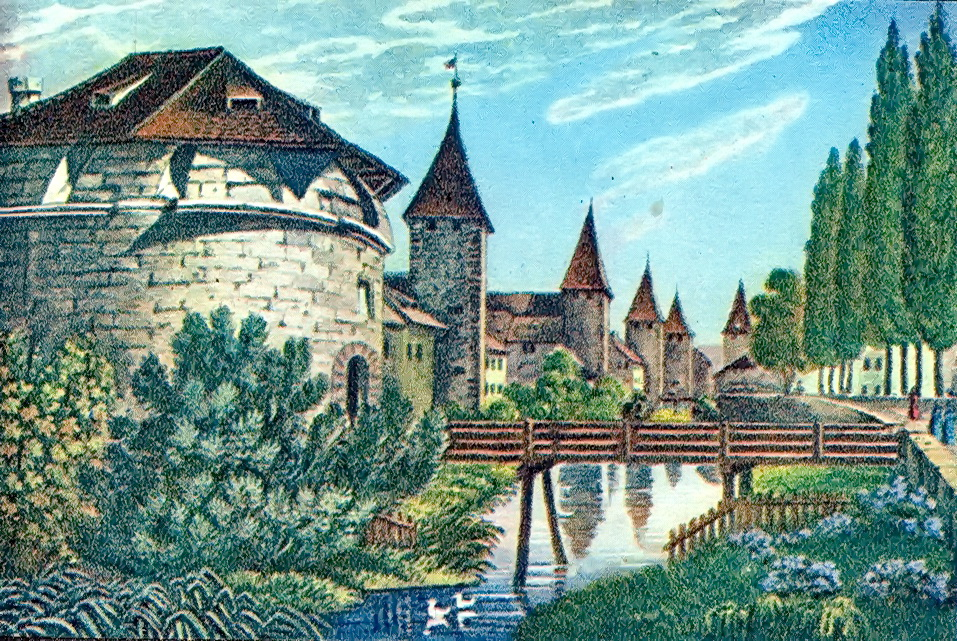
Das Augustinertor und der Fröschengraben
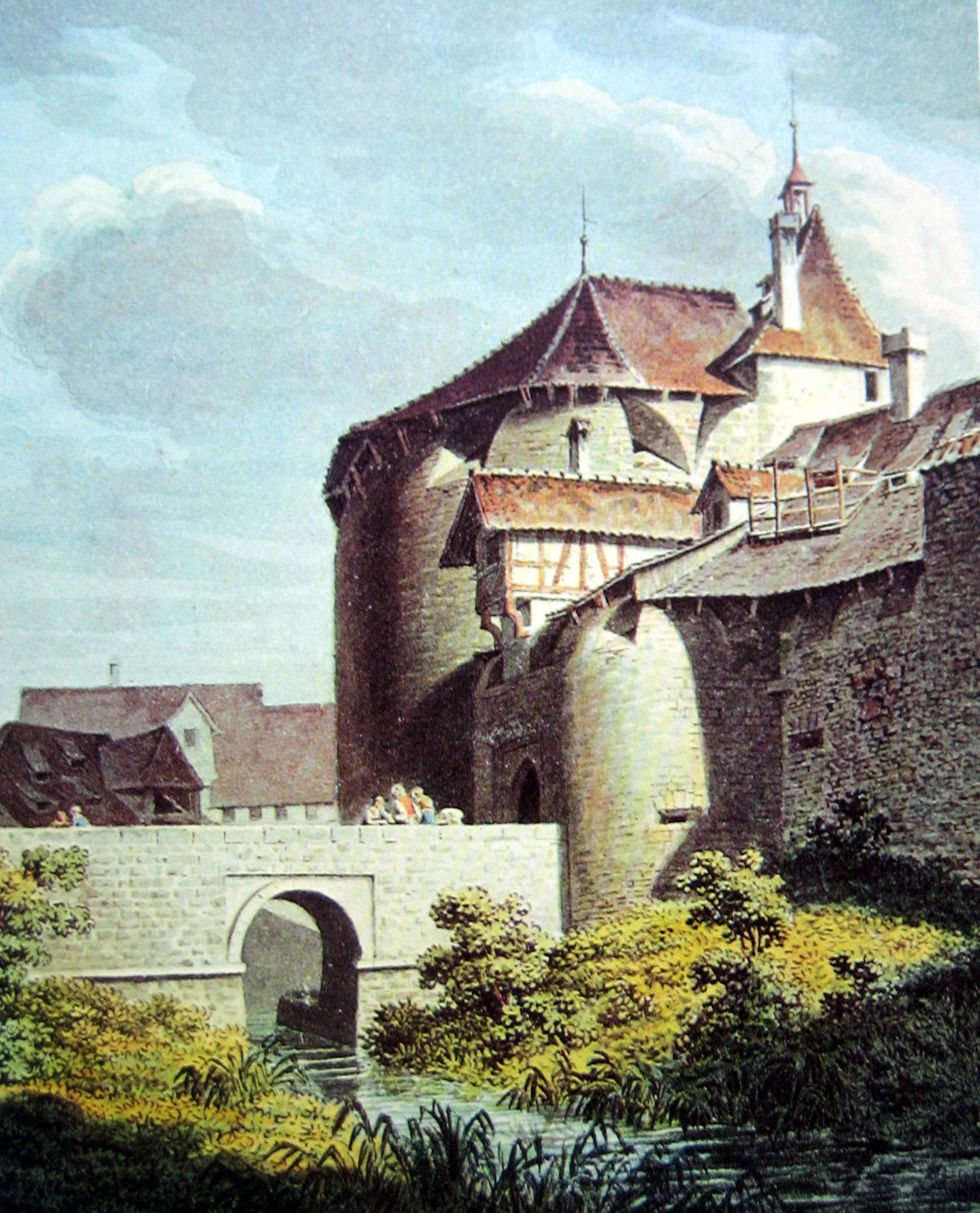
Das Rennwegtor mit Bollwerk
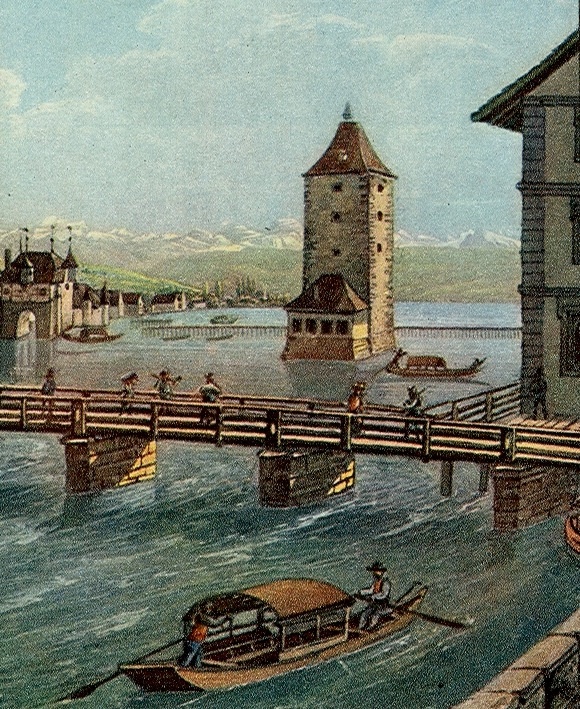
Der Wellenberg
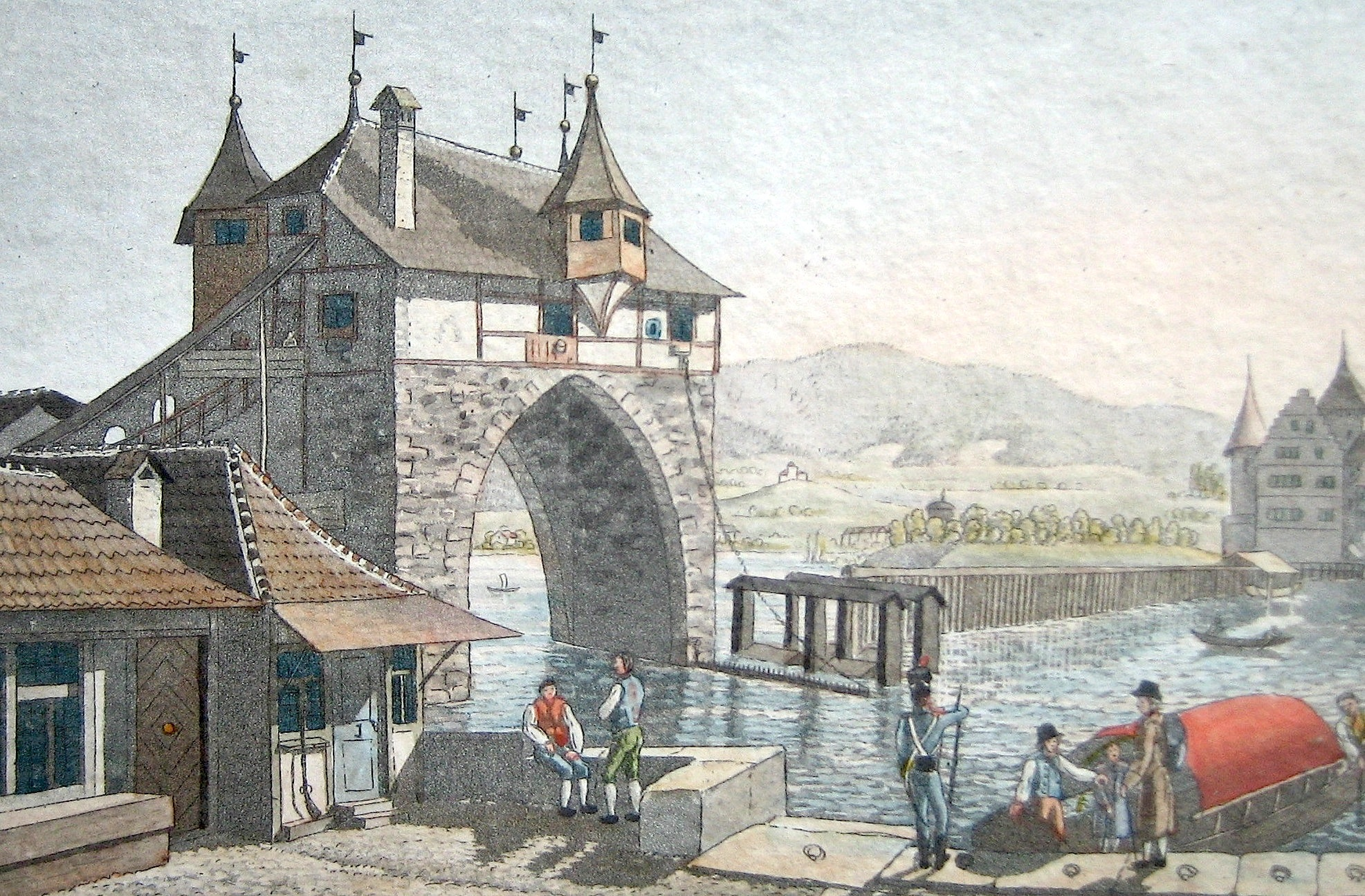
Das Grendeltor auf einem Stich von H. J. Kull
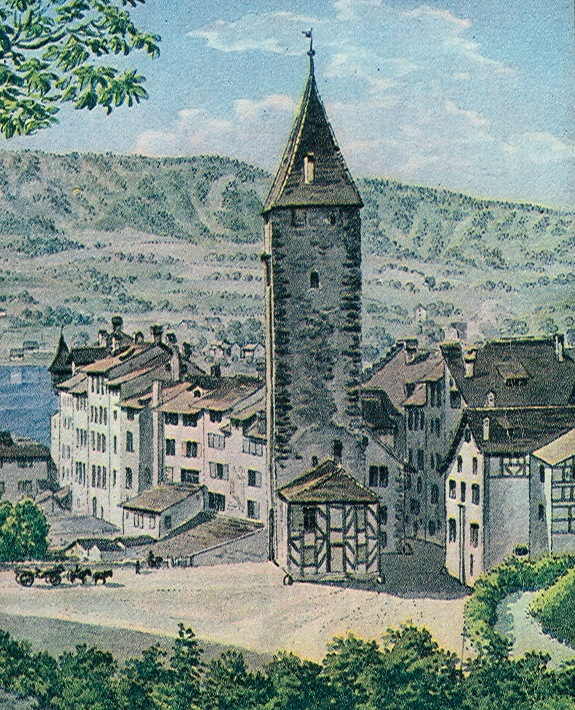
Das Oberdorftor
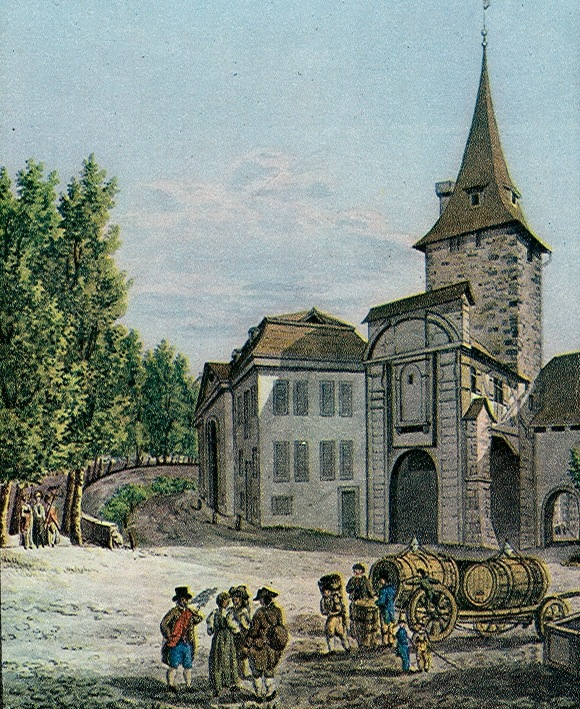
Das Niederdorftor mit Vorwerk
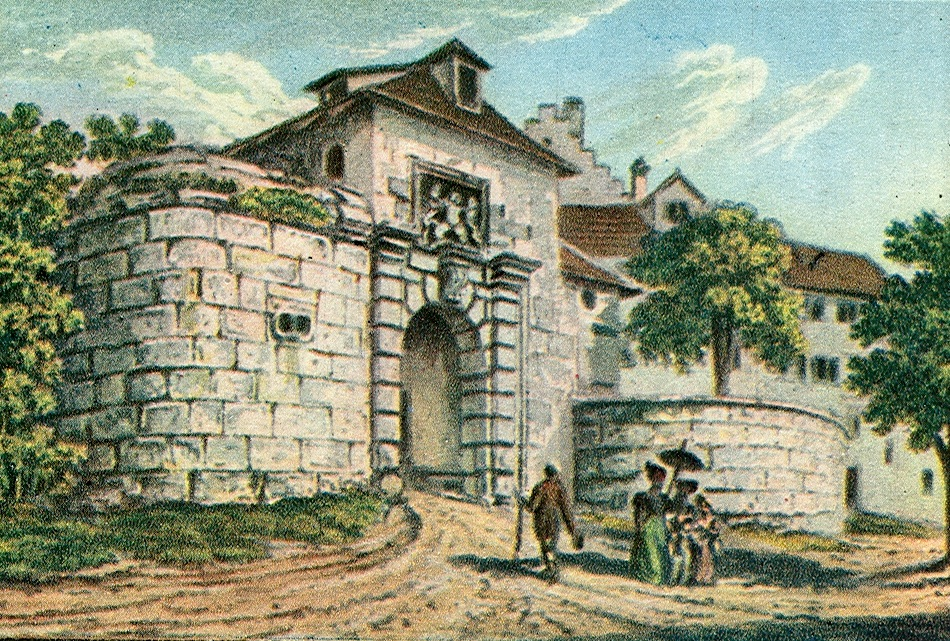
Das Lindentor mit Bollwerk
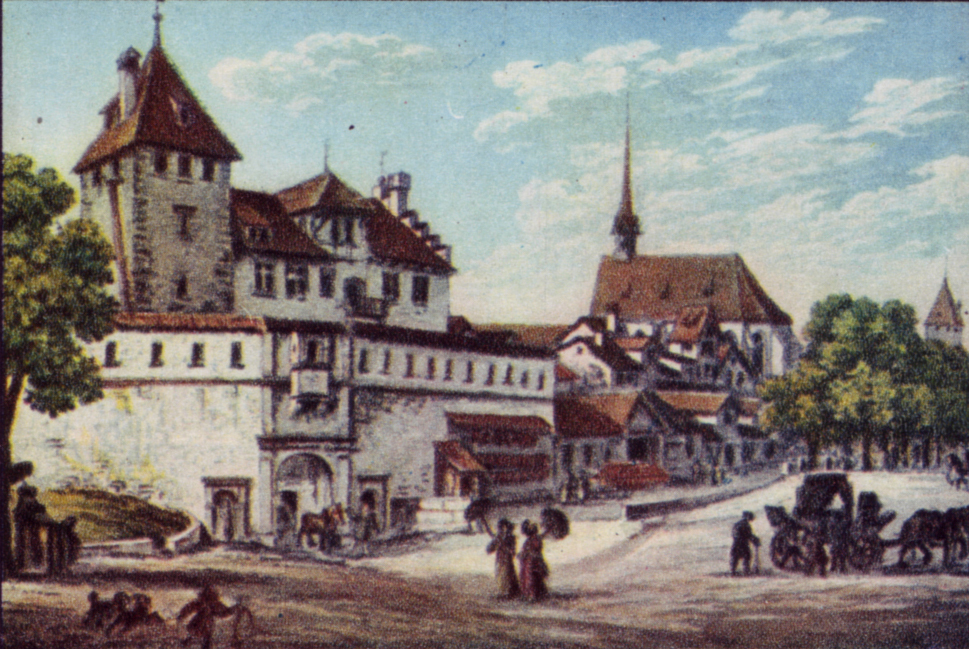
Das Kronentor mit Vorwerk
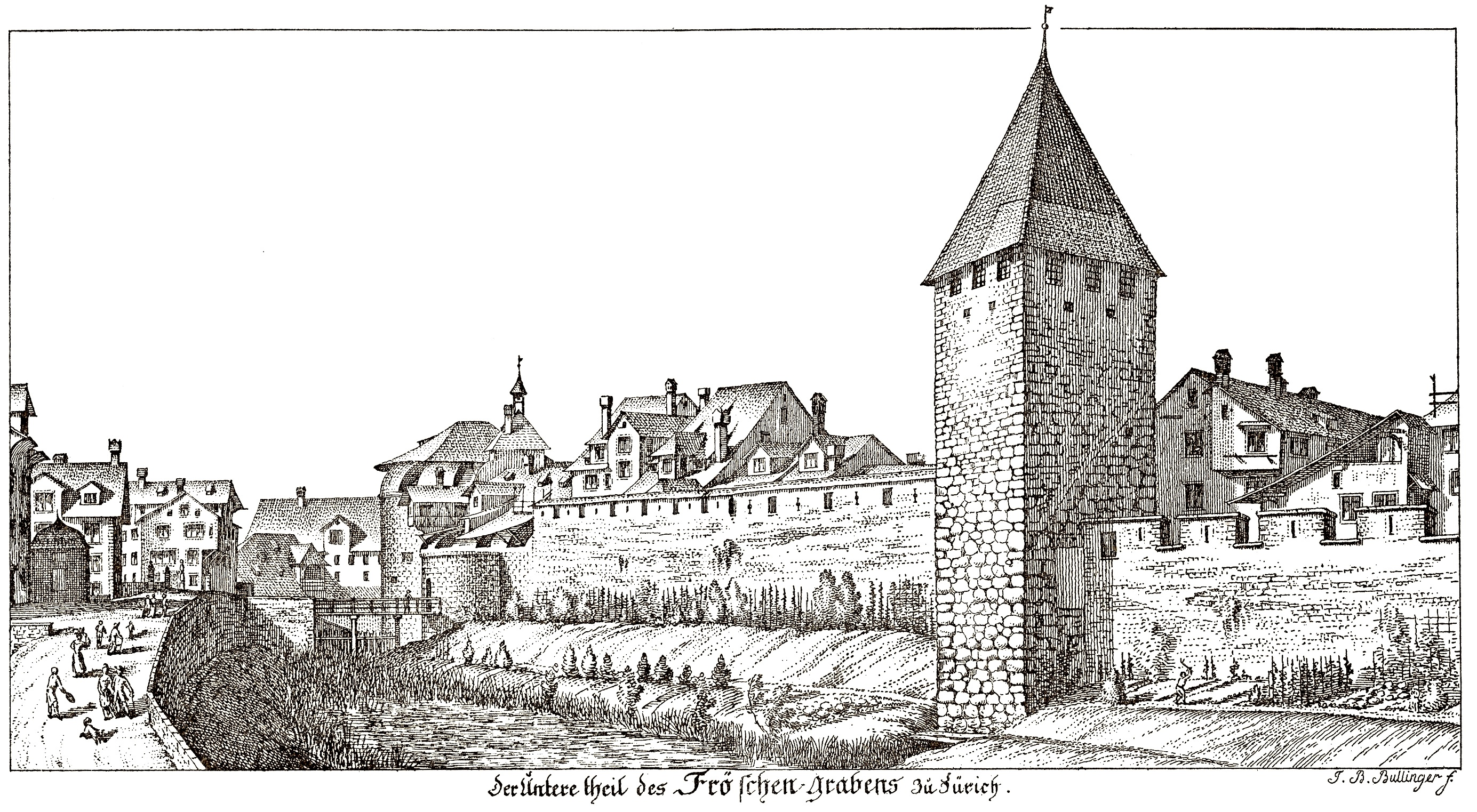
Der Neuturm oder Kuttelturm
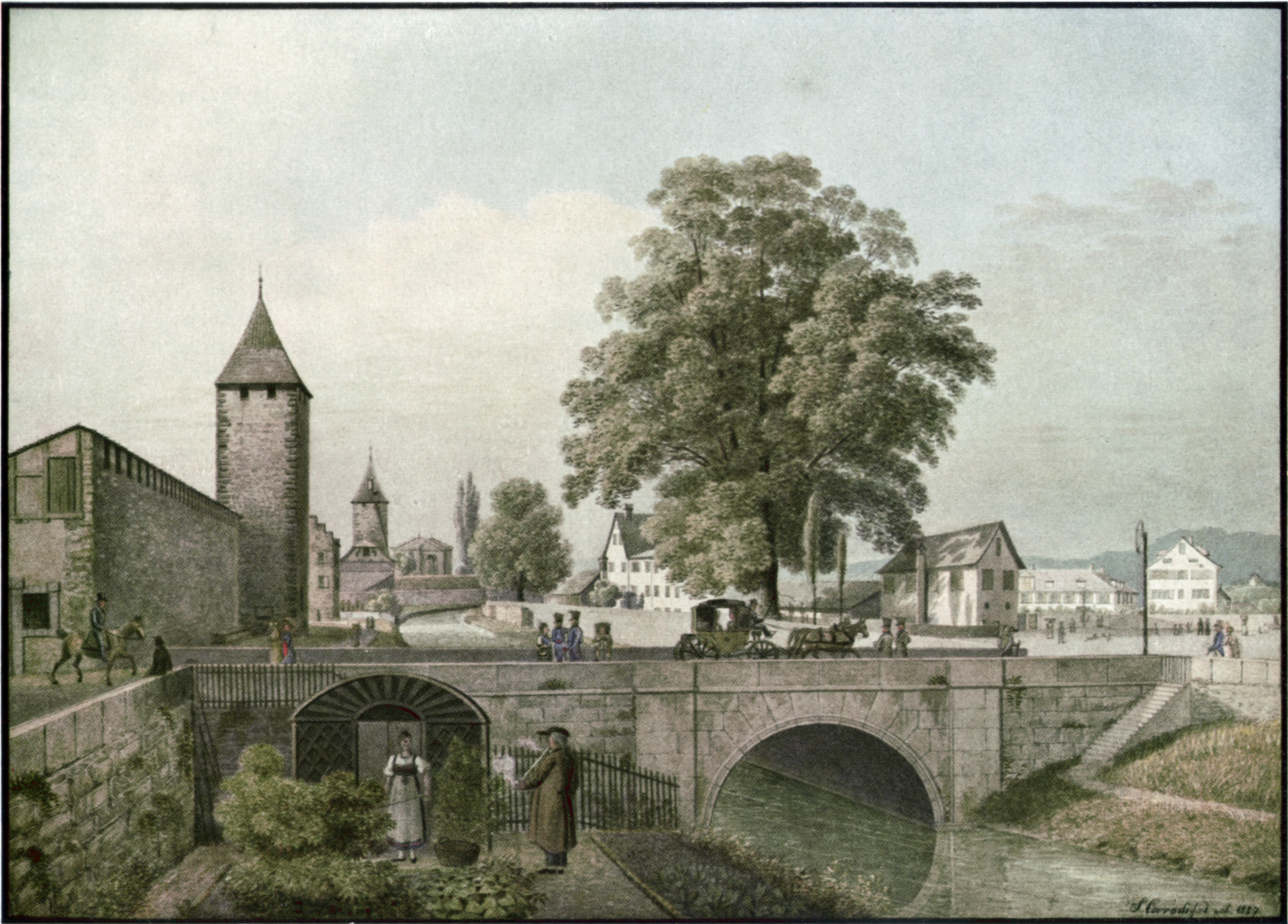
Die Tiefenhoflinde am Fröschengraben mit Äbtissinnen- / Werkhofturm um 1829
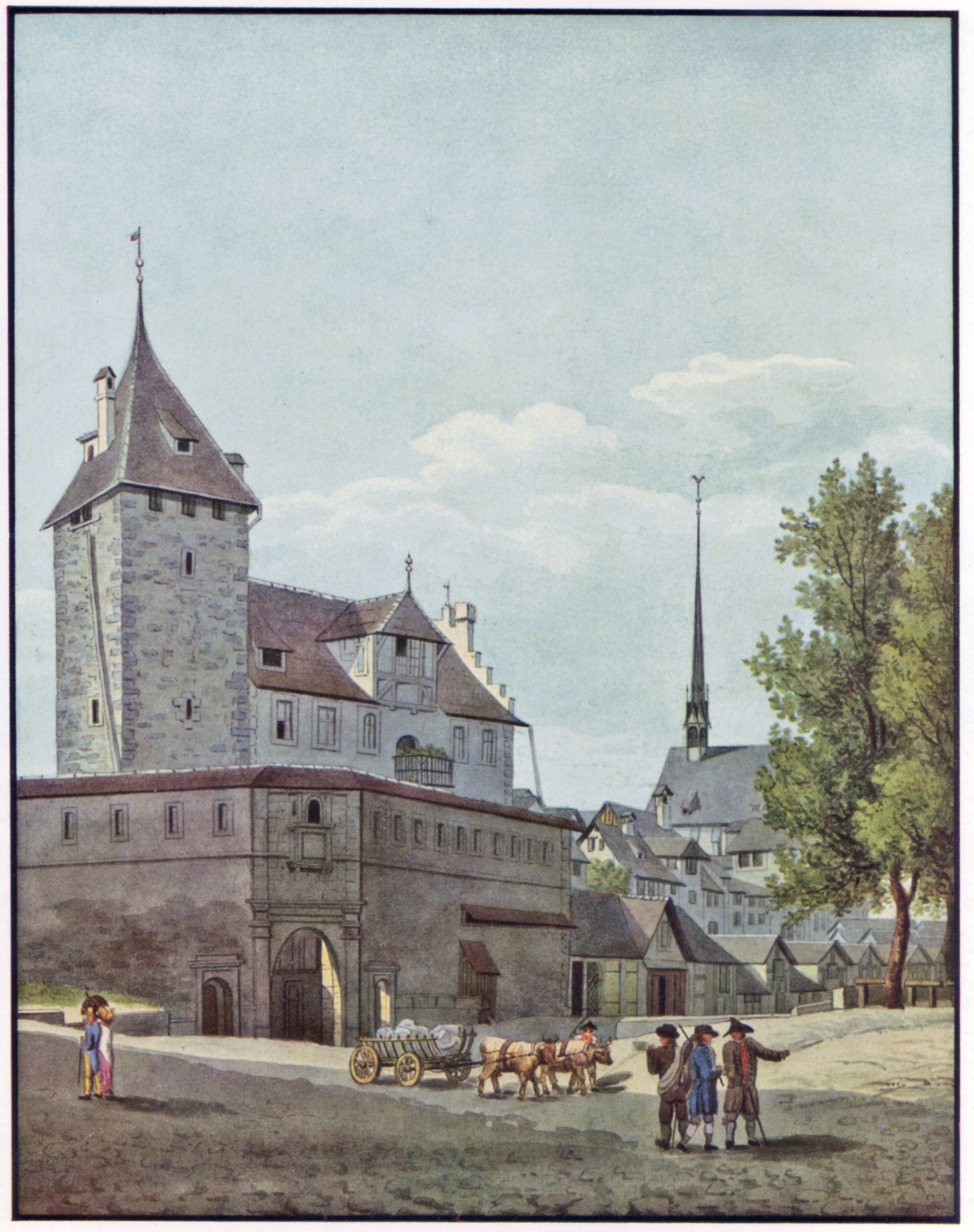
Das Kronentor 1827
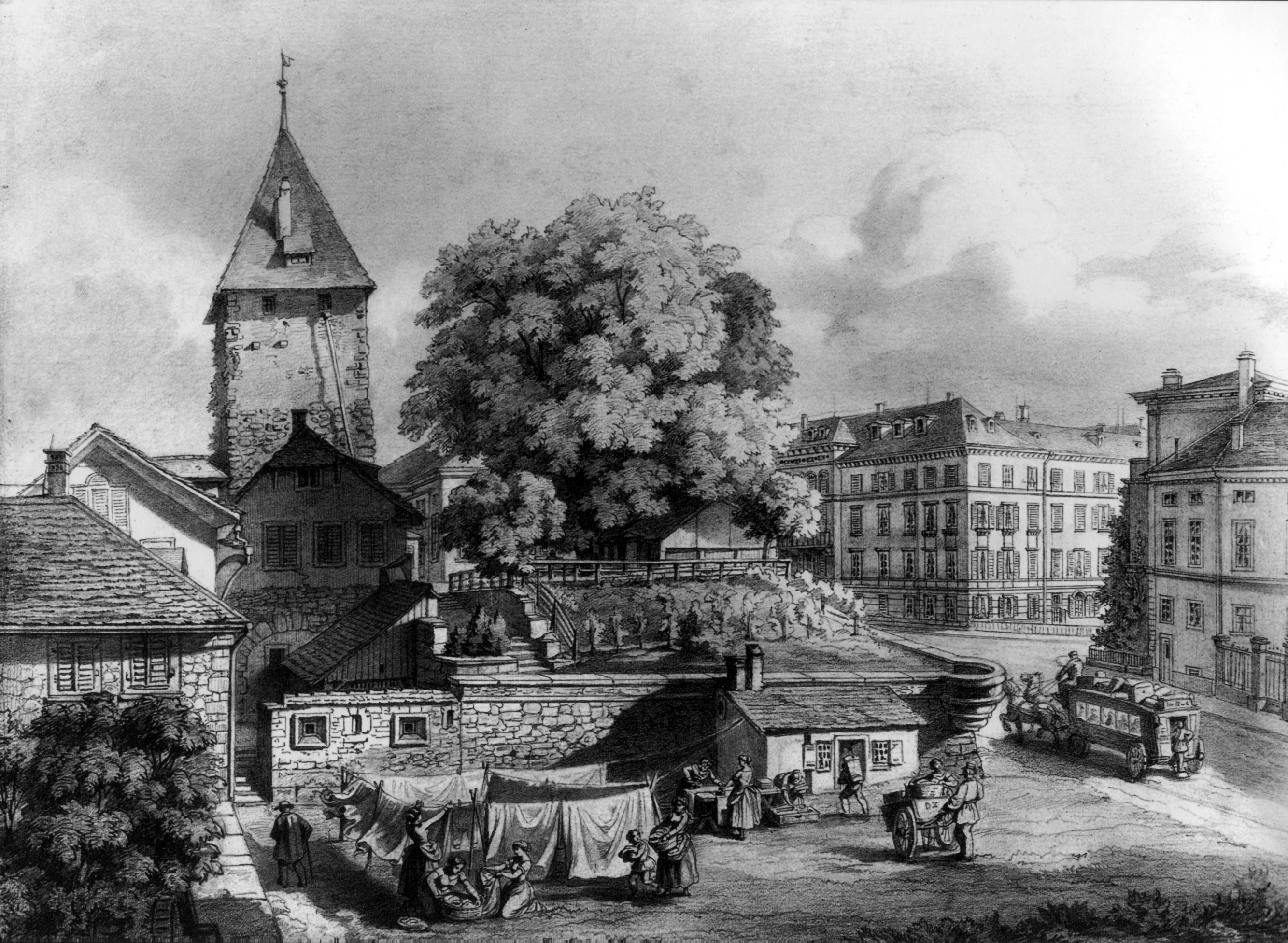
Der Kratzturm und der Baugartenhügel um 1871
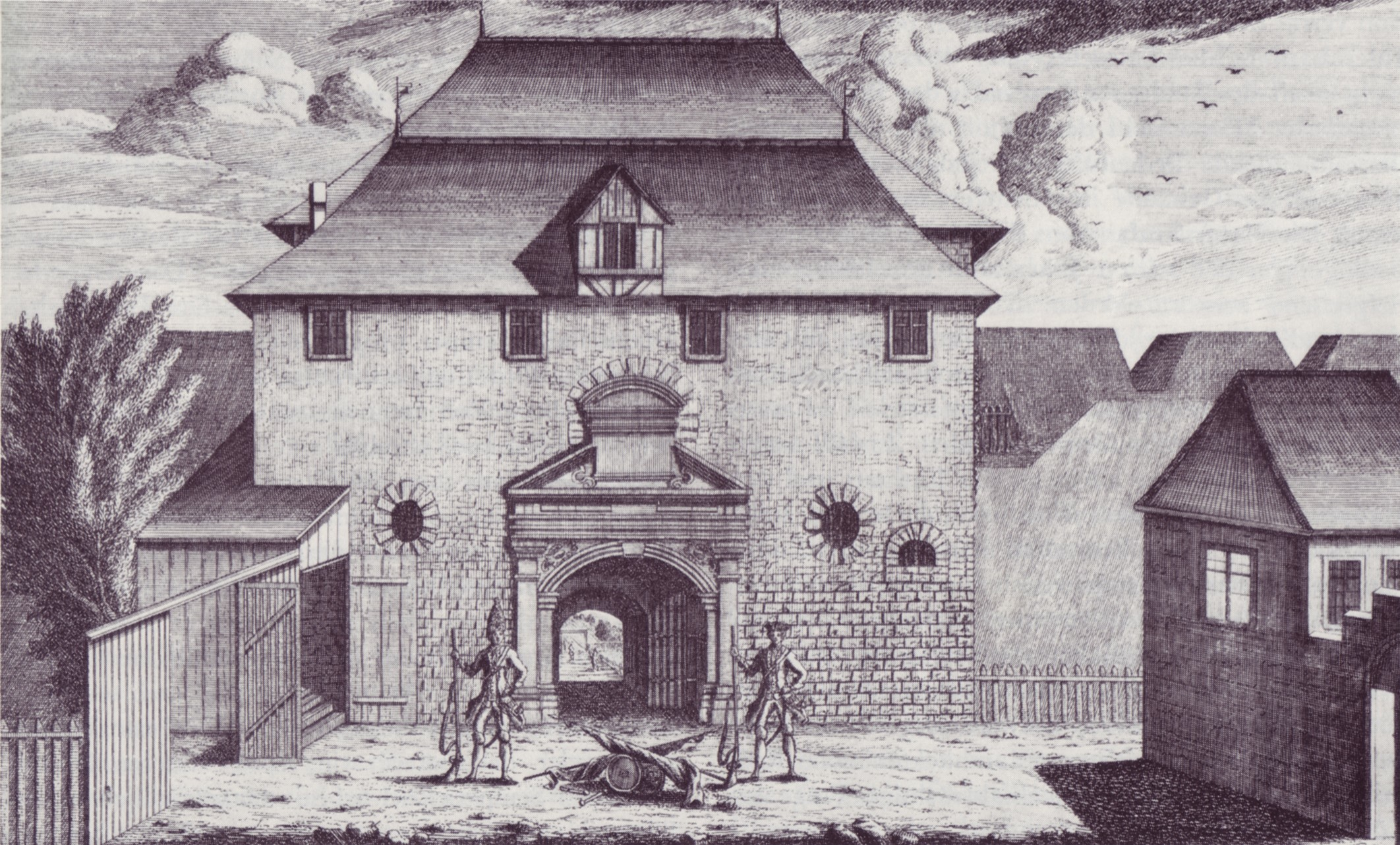
Die Kronenporte 1774
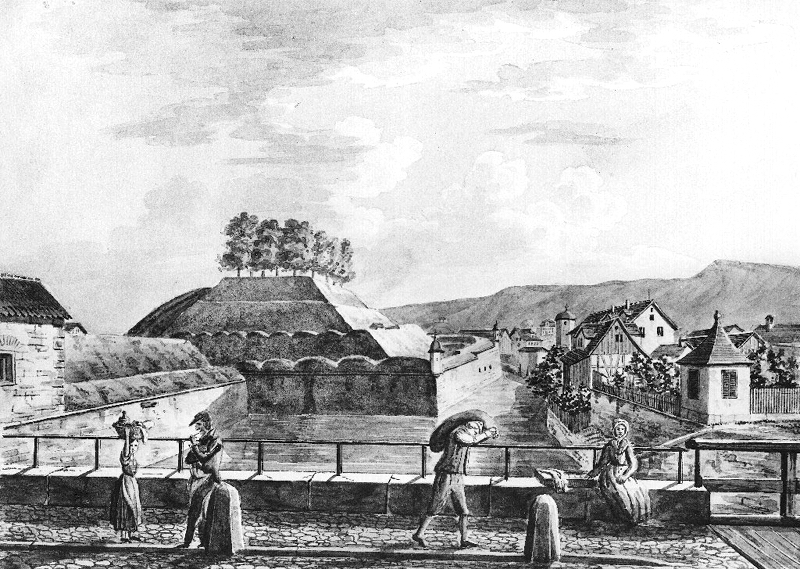
Bollwerk «zur Katz» von Norden, Sepia-Zeichnung von Emil Schulthess, 1834/1835
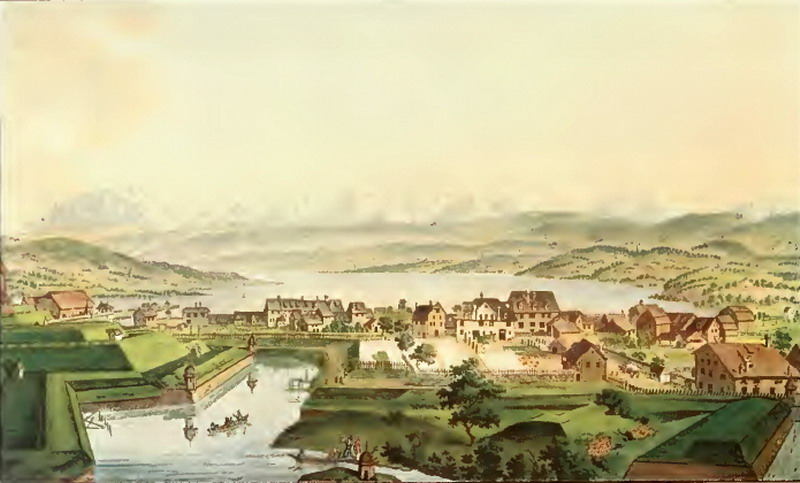
Eine zeitgenössische Ansicht von der Geschützstellung «zur Katz» beim heutigen Alten Botanische Garten mit Blickrichtung Enge-Zürichsee-Albis

## Historische Fotografien der Stadtbefestigung

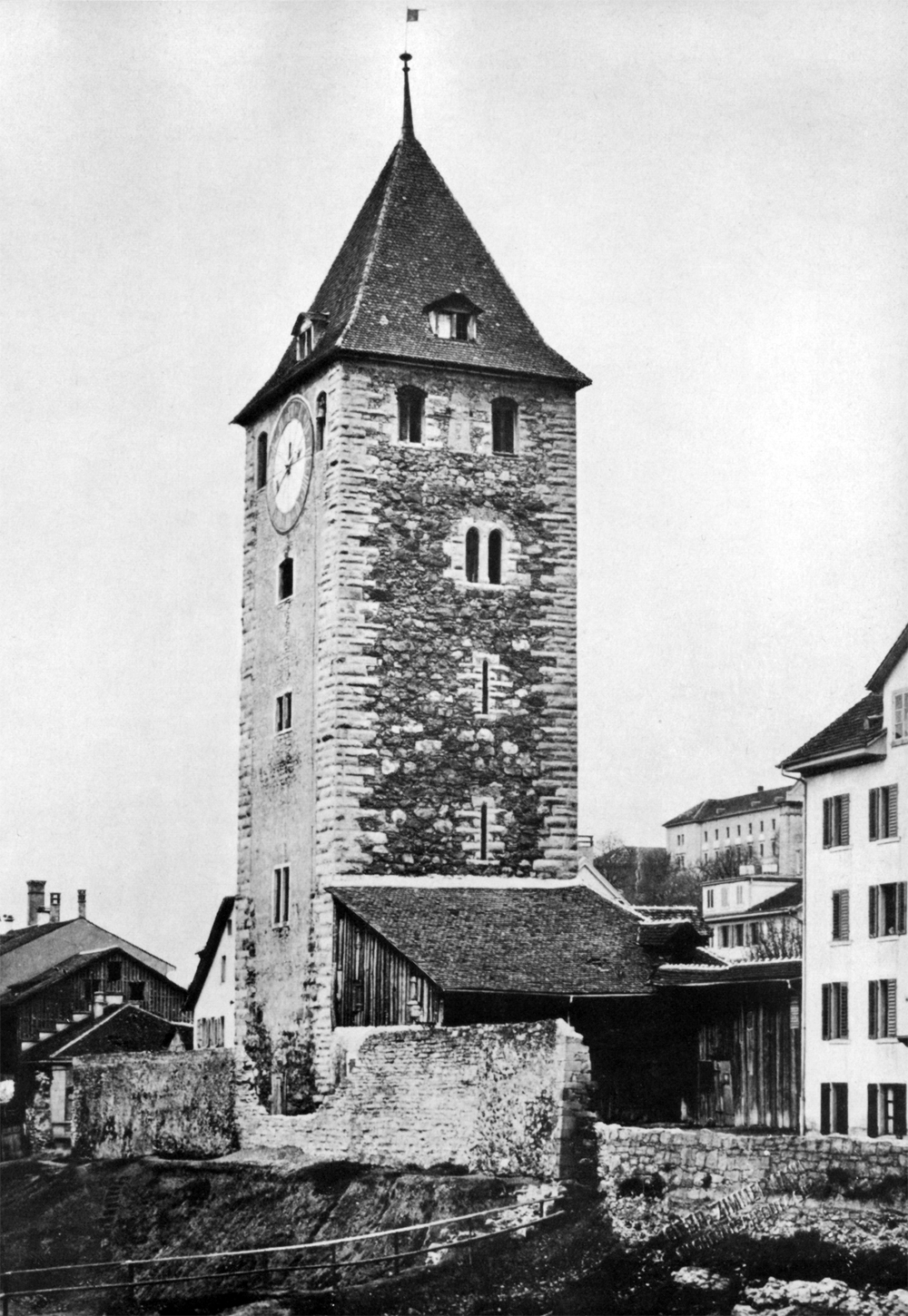
Der Ketzer- oder Hexenturm vor 1878
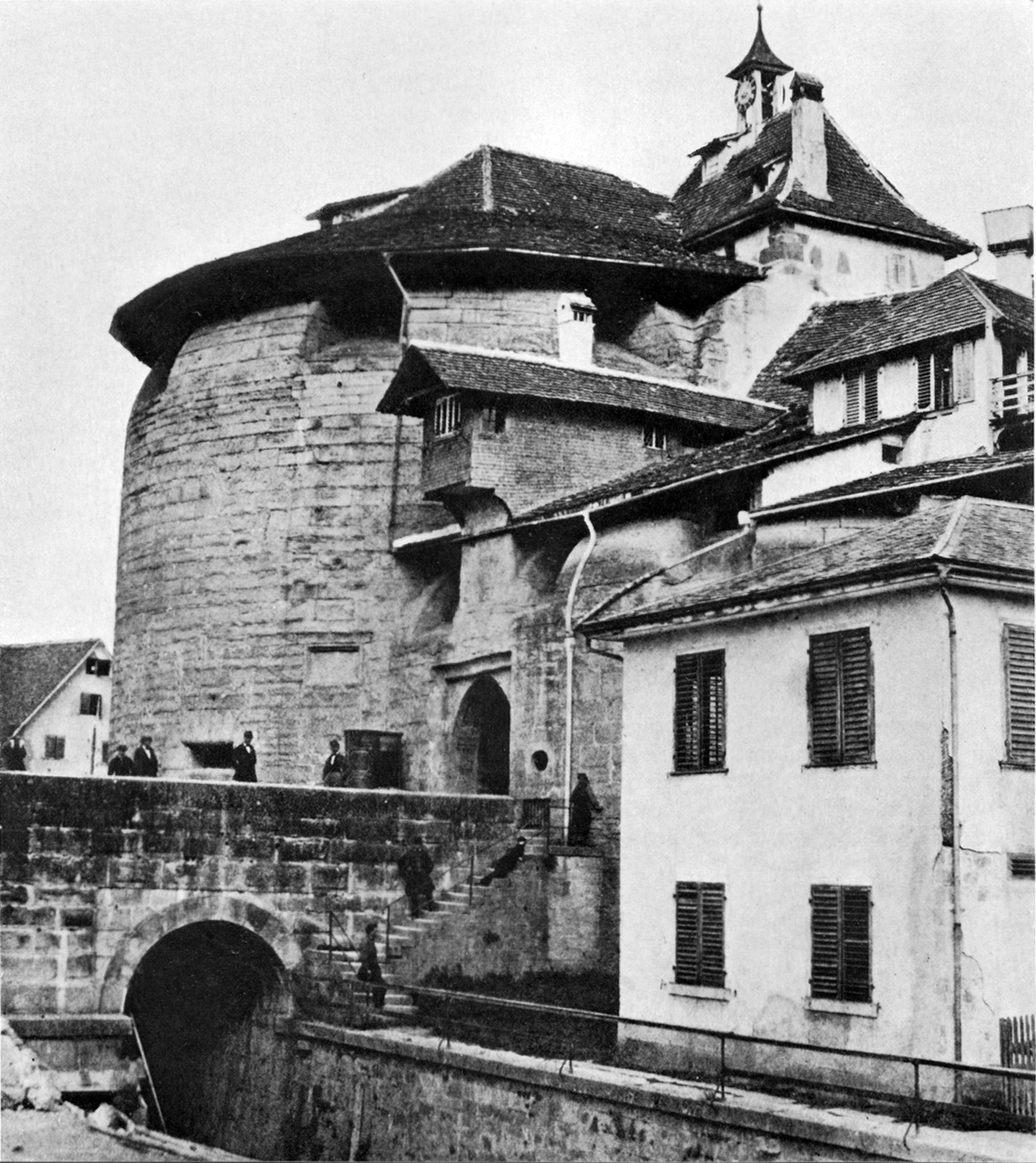
Das Rennwegtor vor 1865
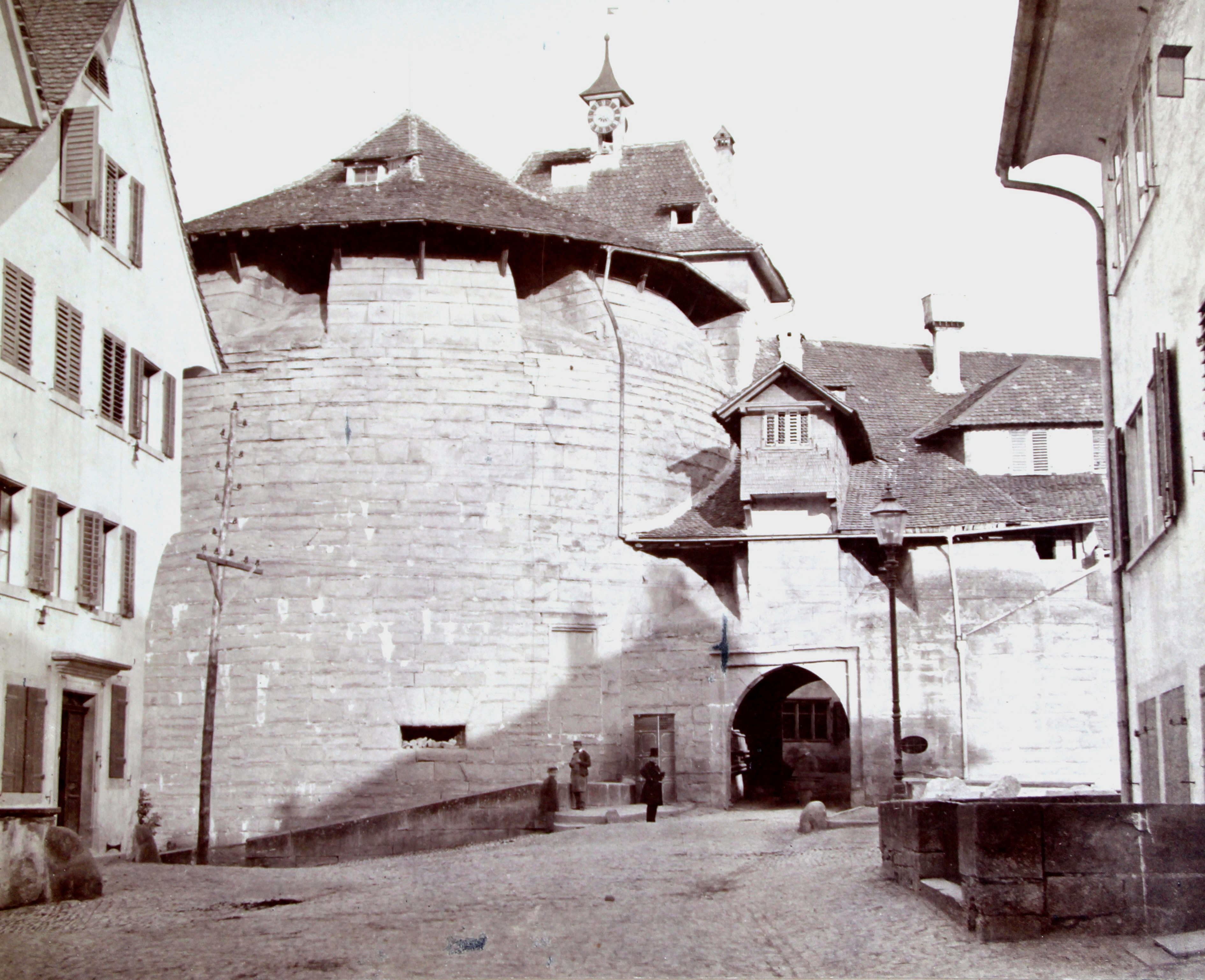
Rennwegtor 1865, kurz vor dem Abbruch
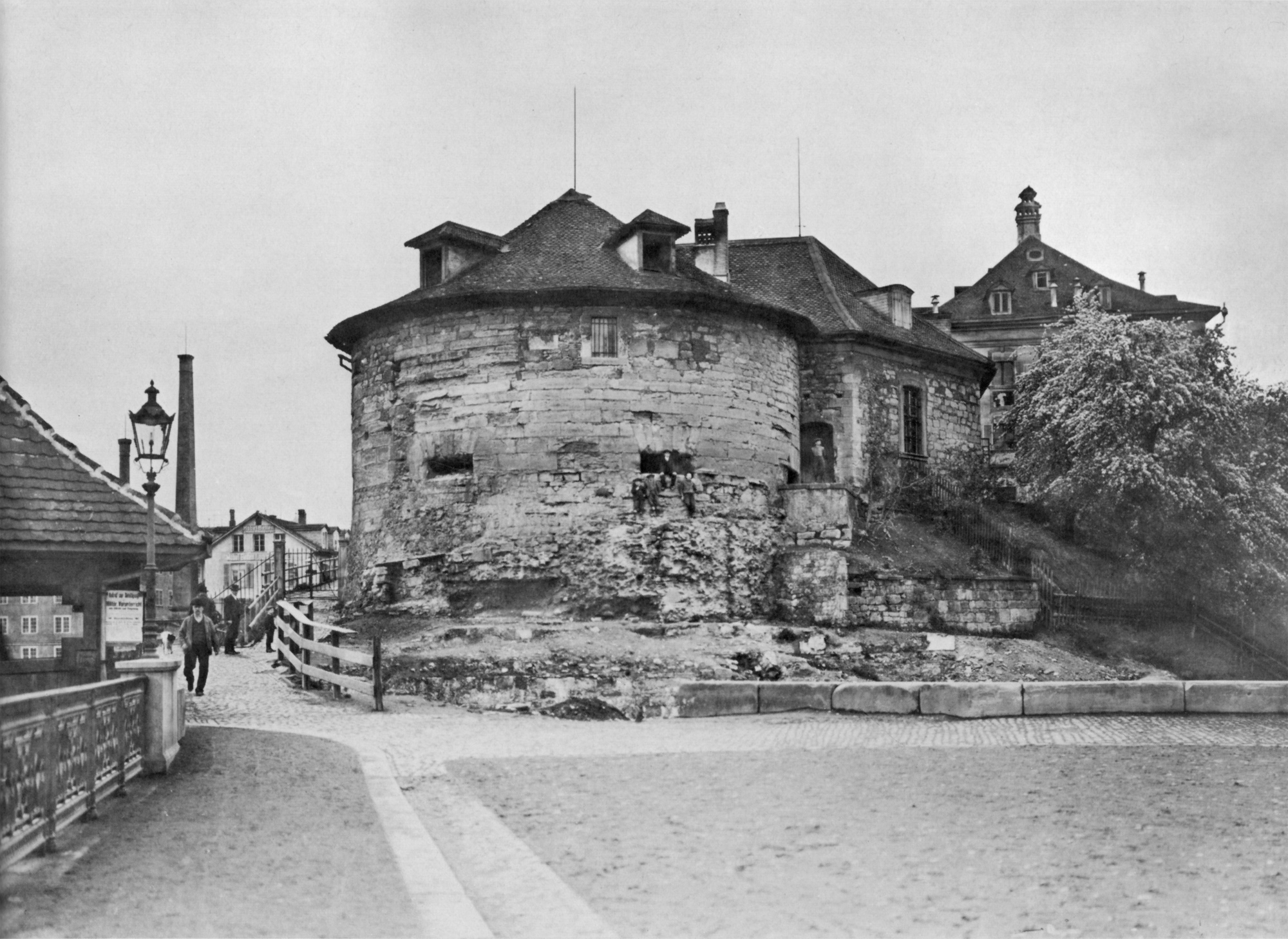
Das Oetenbachbollwerk vor 1903
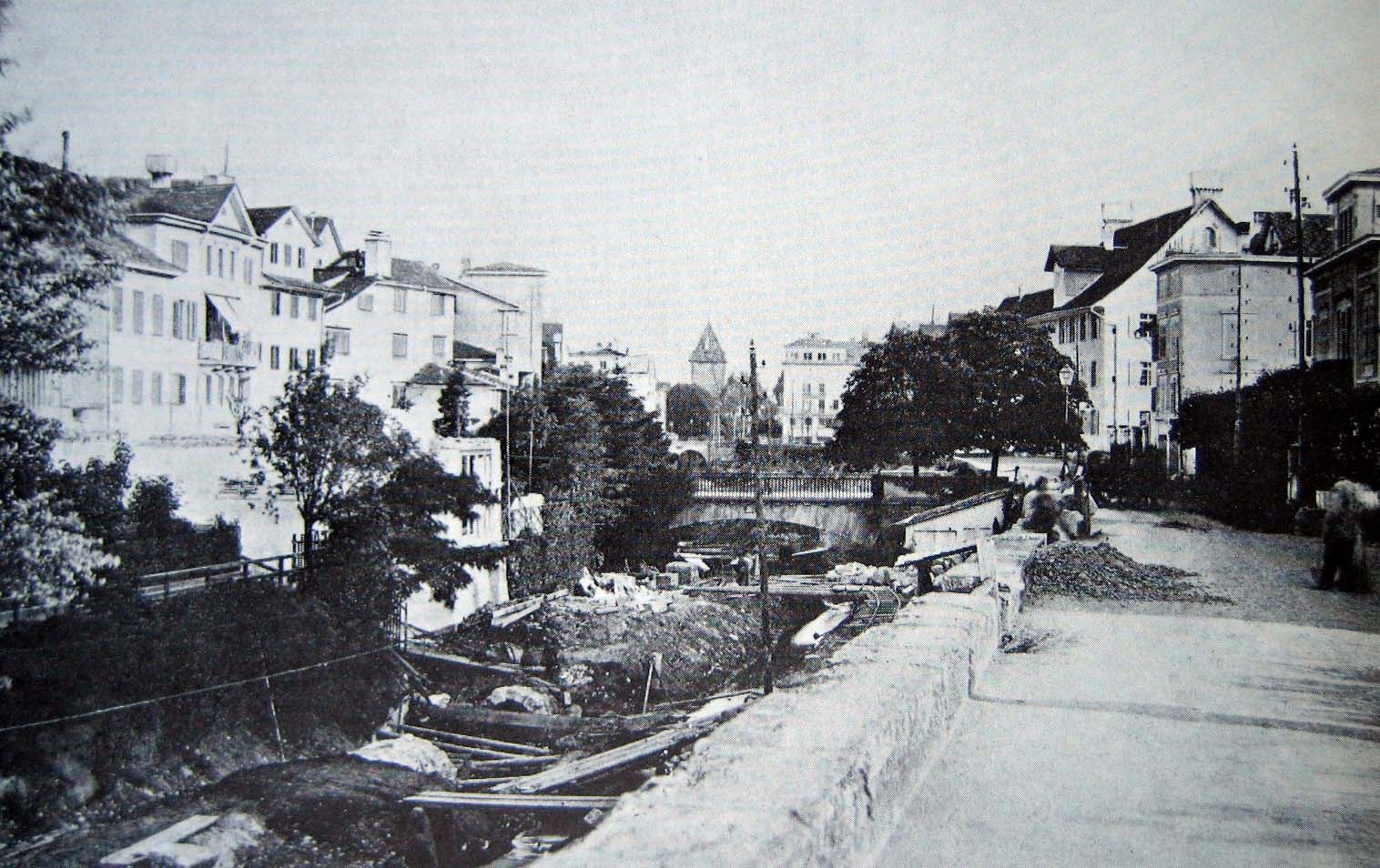
Der Fröschengraben mit dem Kratzturm um 1864
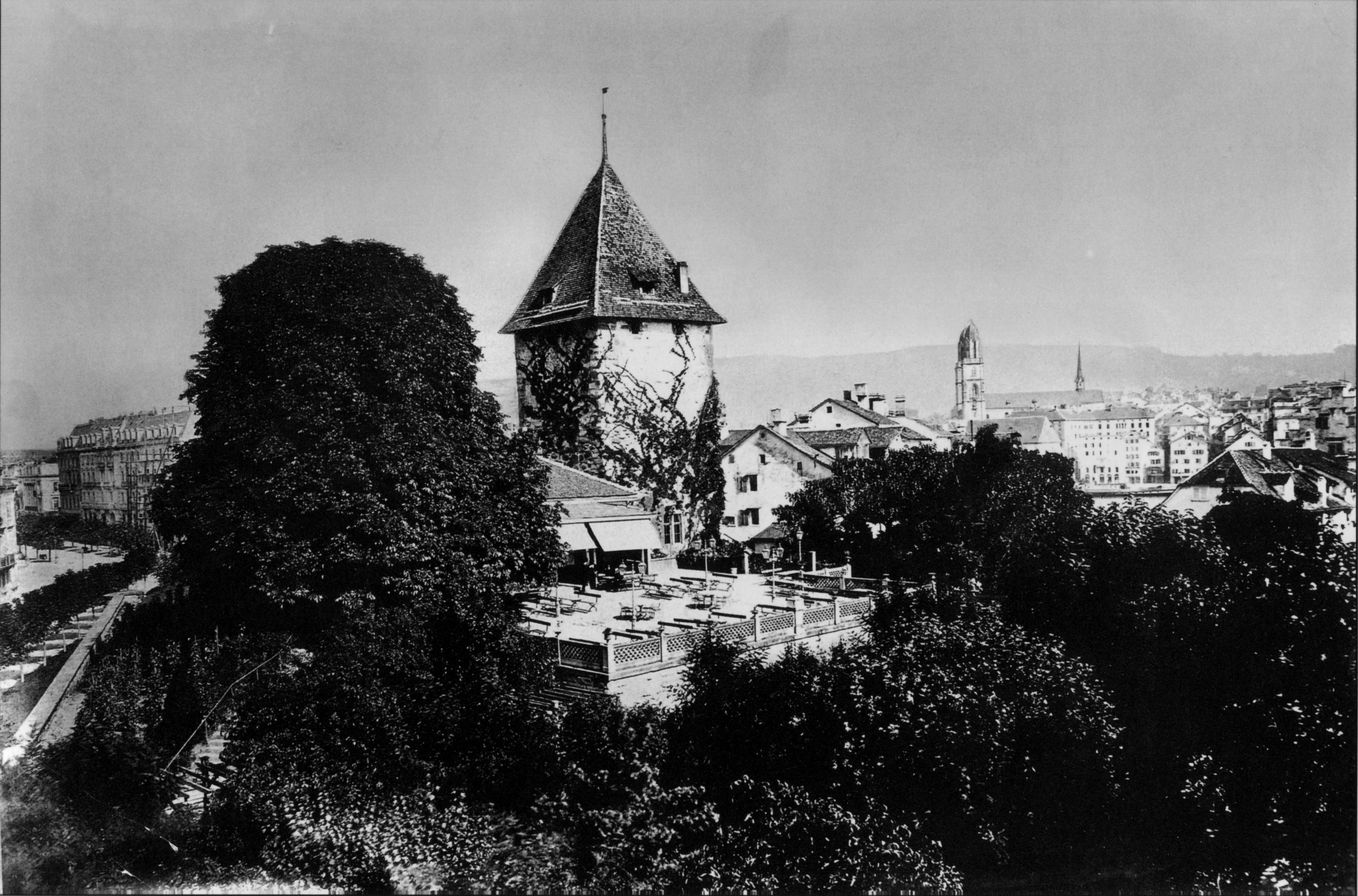
Der Kratzturm mit dem Baugarten um 1877